# Au-delà (Égypte antique)
Vous lisez un « article de qualité » labellisé en 2016.

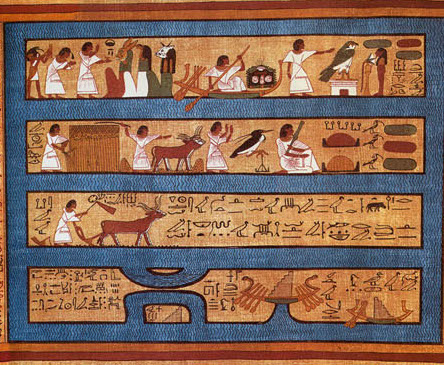
L'Au-delà d'après le Livre des Morts du scribe Ani - Nouvel Empire - British Museum.

Selon les mythes funéraires des Anciens Égyptiens, l’au-delà est le lieu où séjournent les dieux, les bienheureux et les damnés. Domaine d'Osiris, ce monde supranaturel est à la fois souterrain, terrestre et céleste. Il est connu sous les dénominations de Kheret-Netjer, Ro-Sétaou, Douât et Neferet Imentet (Bel Occident). La géographie de cet autre monde, ainsi que les êtres qui le peuplent, sont renseignés par divers écrits dont les Textes des pyramides, le Livre des deux chemins, le Livre des Morts, les Livres du monde souterrain et quelques contes.
La mort est une interruption temporaire de la vie et non une fin définitive. Comme les dieux, les humains survivent grâce à leurs principes immatériels que sont l'âme-Ba, la vitalité-Ka et l'esprit-Akh. Dès l'Ancien Empire, deux cycles de croyances religieuses caractérisent la conception du renouvellement de la vie. D'un côté, le mythe d'Osiris traite tous les aspects de la préservation du cadavre par les rites de la momification. De l'autre, le mythe solaire concerne le voyage du défunt auprès de Rê à bord de la barque solaire. Au Nouvel Empire, ces deux mythes forment une unité de croyance, le dieu solaire voyageant à travers les contrées souterraines et osiriennes. Certains recueils funéraires sont des cartes de ce monde mystérieux. Ils guident les défunts sur des chemins ponctués de nombreux dangers. D'après le Livre de l'Amdouat et le Livre des Portes, l'au-delà est une zone souterraine constituée de douze régions successives. Chaque région correspond à une heure de la nuit et chacune d'elles est séparée de la suivante par un portail surveillé par des dieux-gardiens. Le destin du défunt est déterminé par l'épreuve du jugement de l'âme. Acquitté, il entre dans le royaume d'Osiris. À l'image du pays égyptien, l'au-delà est un désert traversé par un fleuve qui inonde champs et marais. Dans le Champ des Offrandes, le défunt retrouve les mêmes activités que de son vivant. Il y travaille ses champs et profite de bons moments de repos et de joie. Tout au contraire, pour les damnés sont réservés des salles de torture, des fosses ardentes et des lacs pestilentiels.
Les morts ont des besoins similaires à ceux des vivants, car ils connaissent une nouvelle vie dans la tombe. C'est pourquoi des dépôts d'offrandes alimentaires sont placés près des corps pour entretenir leur vitalité. Tout esprit a la possibilité de revenir sur terre pour intervenir, en bien ou en mal, dans l'existence des vivants. Tandis que les méfaits des morts dangereux sont très redoutés, les ancêtres bienveillants, en revanche, servent d'intercesseurs auprès des dieux pour obtenir des faveurs.

## Sources

### Principaux apports de l'égyptologie

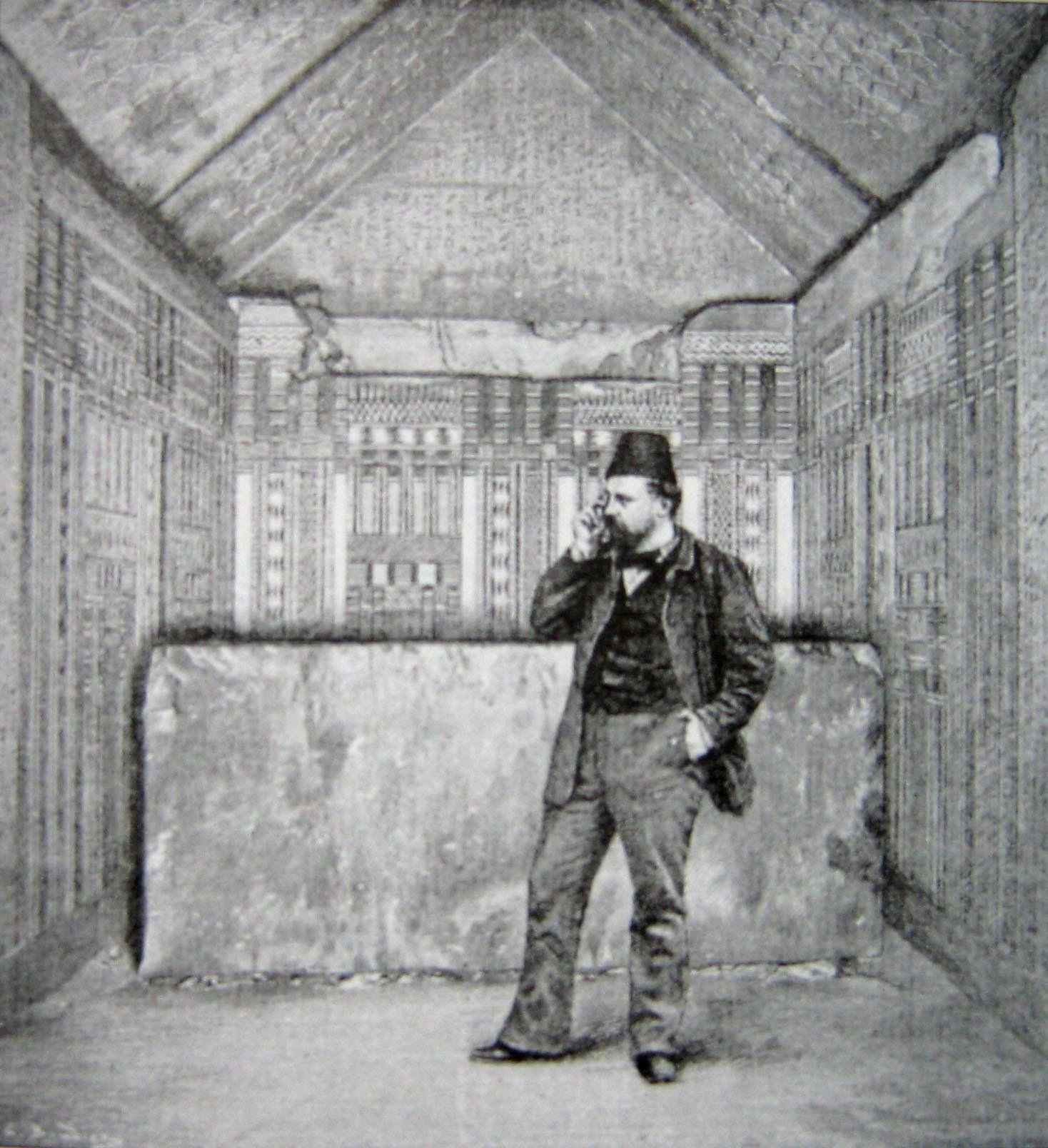
L'égyptologue Gaston Maspero dans la pyramide d'Ounas - illustration du XIXe siècle.

En Égypte antique, la croyance en l'au-delà a trouvé un terrain particulièrement favorable. D'innombrables vestiges archéologiques témoignent encore de l'importance culturelle de la mort au sein de cette civilisation ; les pyramides et les mastabas, les hypogées et leurs décorations rupestres, les tombes et leur contenu, les sarcophages et leurs momies.
Durant trois millénaires, entre -3100 et -30, les prêtres égyptiens ont développé une littérature funéraire abondante et diversifiée. Pendant la période romaine de l'Égypte, la maîtrise de l'écriture hiéroglyphique se perd progressivement sous le poids des exigences de l'administration et des mutations religieuses (développement du monothéisme chrétien). Durant plus de treize siècles, les hiéroglyphes et le message religieux qu'ils véhiculaient ont échappé à la compréhension humaine. Cette période de méconnaissance prend fin en 1822 quand Jean-François Champollion parvient à déchiffrer ces écrits. Avant lui, les mythes et les croyances des Anciens Égyptiens ne sont guère renseignés. Les maigres sources textuelles sont glanées auprès des auteurs antiques de culture gréco-romaine tels Plutarque, Hérodote, Strabon ou Diodore de Sicile. Après Champollion, la mise en place de l'égyptologie au sein des grandes universités a permis l'étude d'une quantité impressionnante de documents pharaoniques et ainsi de mieux cerner la perception égyptienne de l'au-delà.
Dès la Campagne française d'Égypte (1798-1801), le corpus du Livre des Morts a retenu l'attention des scientifiques ; notamment les auteurs de la Description de l'Égypte (1809-1829) qui publient une poignée de fac-similés. Plus tard, en 1842, Karl Richard Lepsius dresse la première traduction d'après un exemplaire conservé à Turin. Avec la découverte des Textes des pyramides en 1880-1881 par Gaston Maspero, l'intérêt s'est tourné vers ces inscriptions funéraires, les plus anciennes de la civilisation égyptienne. Quelques textes inscrits sur les cercueils du Moyen Empire sont publiés en 1867 par Karl Lepsius. D'autres traductions suivent en 1904-1906 par Pierre Lacau. Finalement, entre 1935 et 1961, Adriaan De Buck fait paraître l'intégralité de ce corpus (sept volumes) qui depuis lors est connu sous le titre des Textes des sarcophages. Les Livres du monde souterrain ou Guides de l'au-delà ont longtemps été dédaignés. Découverts par Champollion en 1829, ils ont été étudiés à la fin du XIXe siècle par Gaston Maspero et Eugène Lefébure. Par la suite, ces compositions ont été jugées comme trop abstruses et de peu d'intérêt. Surmontant ces préjugés négatifs, Alexandre Piankoff commence leur étude systématique dans les années 1930 ; travail, entre autres, poursuivi par Erik Hornung. Depuis lors, ces guides sont considérés comme une importante source pour la compréhension des conceptions égyptiennes de l'au-delà.

### Principaux corpus funéraires

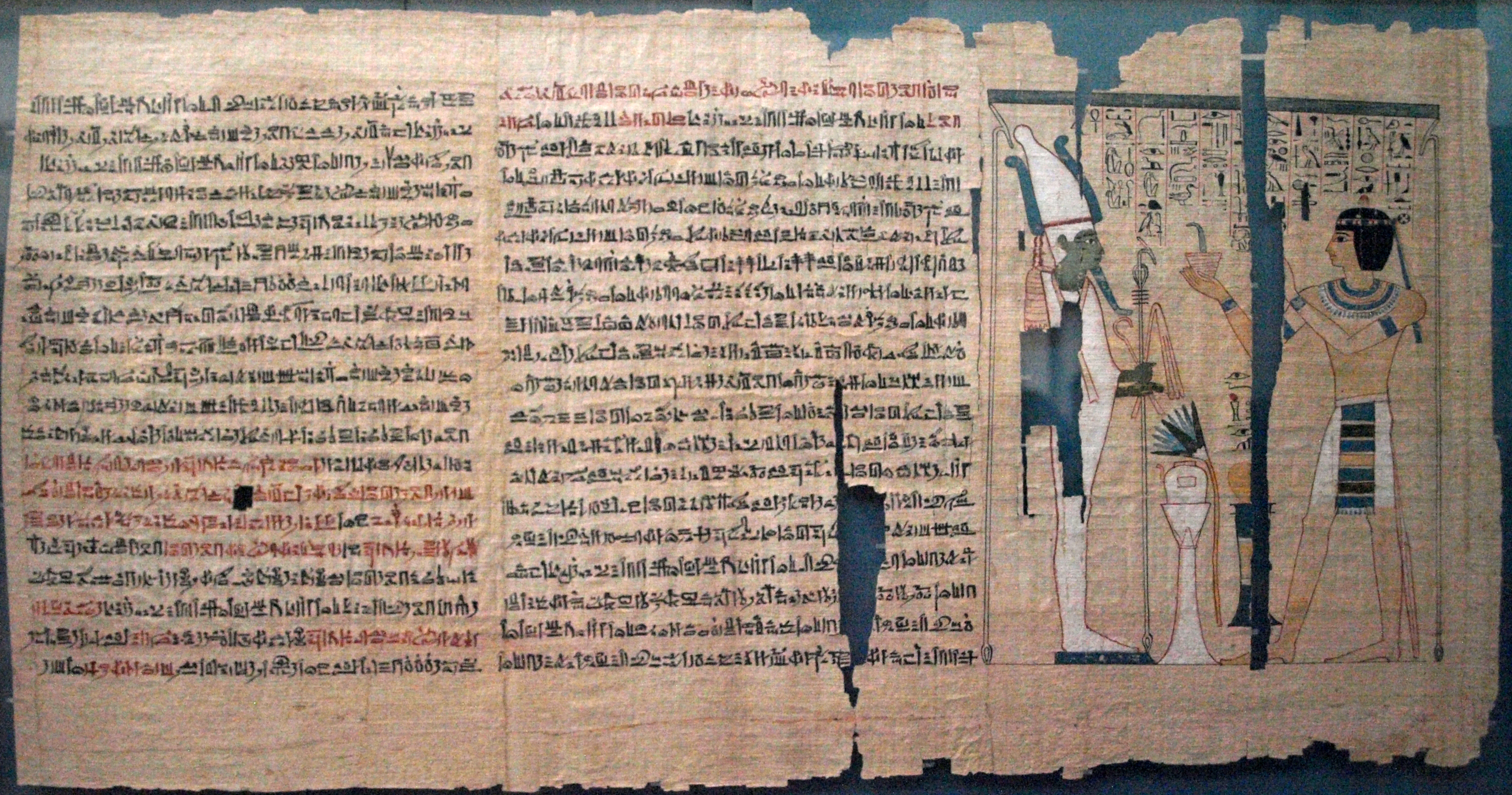
Livre des Morts de Pinedjem II - - British Museum.

Les Textes des pyramides sont la plus ancienne collection conservée. Ils sont gravés à partir d'Ounas dans les pyramides des souverains de l'Ancien Empire (vers -2350). La géographie de l'au-delà n'y est pas encore bien définie. Le thème principal est l'ascension du roi mort au ciel et sa réception auprès des dieux. Par allusions, des formules magiques donnent au pharaon la connaissance des lieux de son nouveau lieu de séjour. D'autres évoquent les dangers qu'il peut rencontrer et les moyens de les esquiver. Cet au-delà est indubitablement situé dans le ciel. De nombreuses passages insistent en effet sur les moyens pour y arriver ; échelles, rampes, escaliers, nuages, fumée d'encens, lumière du soleil, oiseaux, sauterelle, scarabée. Les paysages mentionnés sont assez semblables à ceux de l'Égypte. Le ciel est sillonné par des canaux, des lacs et des cours d'eau. Le passage d'une rive à l'autre dépend des services de passeurs. Des villes sont mentionnées ainsi que des contrées agricoles ou marécageuses.
Les Textes des sarcophages sont surtout renseignés par les nécropoles des nomarques de Moyenne-Égypte sous les XIe et XIIe dynasties. Là, outre la famille royale, les joies de l'au-delà sont mises à la disposition de la classe possédante. Comme dans les Textes des pyramides, l'au-delà est imaginé à partir des paysages égyptiens mais ses dangers sont dépeints avec plus d'insistance. Le défunt est intégré dans le cycle du soleil mais le personnage d'Osiris y apparaît plus nettement. Chaque défunt est présenté, soit comme Osiris lui-même, soit comme son zélé auxiliaire. Appartenant à ce corpus, le Livre des deux chemins est le premier exemple égyptien connu d'une cosmographie de l'au-delà. Plusieurs ciels paraissent être le but du défunt mais la région osirienne de Ro-Sétaou est au centre de la description. Le mort est confronté à divers obstacles comme des murailles enflammées ou sept portes étroitement surveillées par des gardiens en fureur. Deux chemins amènent le mort vers Osiris, un chemin de terre et un chemin d'eau, l'un solaire, l'autre lunaire. Les deux itinéraires ne s'entrecoupent pas mais sont séparés par un mur de feu.
Le Livre des Morts, en usage du Nouvel Empire à la période ptolémaïque, est diffusé à travers toute l'Égypte mais la région thébaine est un important centre d'élaboration. Son but est de prémunir le mort des dangers de l'au-delà. Il ne s'agit pas d'une cosmographie mais d'une aide pratique et d'un soutien magique. De nombreux lieux sont mentionnés : routes, portails, buttes, champs paradisiaques, tribunaux, etc. Les illustrations tiennent une grande importance car chaque formule est accompagnée d'un croquis complémentaire au texte. Le Papyrus d'Ani et le Papyrus de Hounefer, conservés par le British Museum, comptent parmi les plus beaux exemplaires.

### Livres du monde souterrain

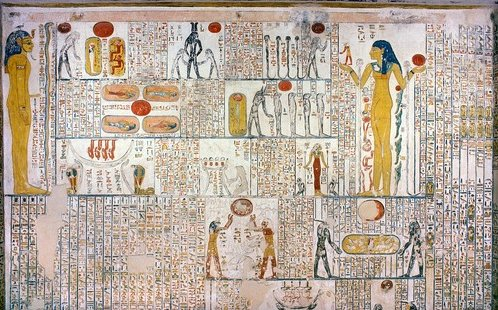
Sixième section du Livre des cavernes - KV9 (tombe de Ramsès VI) -.

Élaborés au Nouvel Empire, les « livres du monde souterrain » sont des compositions qui mêlent illustrations et textes. Ils figurent dans les tombes royales de la nécropole de Thèbes sur les parois des hypogées de la vallée des Rois. Au centre de tous ces livres figure la course du soleil, durant la nuit, à travers la région souterraine de l'au-delà. Le Livre de l'Amdouat et le Livre des Portes sont les deux plus anciens. Ils sont structurés par les douze heures de la nuit et présentent le parcours de Rê à travers l'autre monde. Il figure sous la forme d'un homme à tête de bélier placé dans une barque. Les contrées traversées sont tantôt fertiles, tantôt désertiques. Le motif du combat contre le serpent Apophis tient dans ces deux livres une grande place. Le Livre des cavernes est divisé en six sections. Le soleil est surtout figuré sous la forme du disque et la barque solaire n'apparaît plus que dans la dernière scène. Le thème principal est, là aussi, le voyage nocturne du soleil dans l'autre monde mais le personnage d'Osiris est mieux caractérisé. Le sujet principal est la rencontre de Rê avec le cadavre d'Osiris déposé dans un coffre. Le Livre de la terre présente quelques ressemblances avec le livre précédent même s'il y a d’évidentes différences. Là aussi, la division horaire est abandonnée ainsi que la représentation de la barque. On distingue quatre parties mais la division est assez confuse et lâche. Osiris et son coffre-tombeau jouent un grand rôle ainsi que les transformations de Rê.

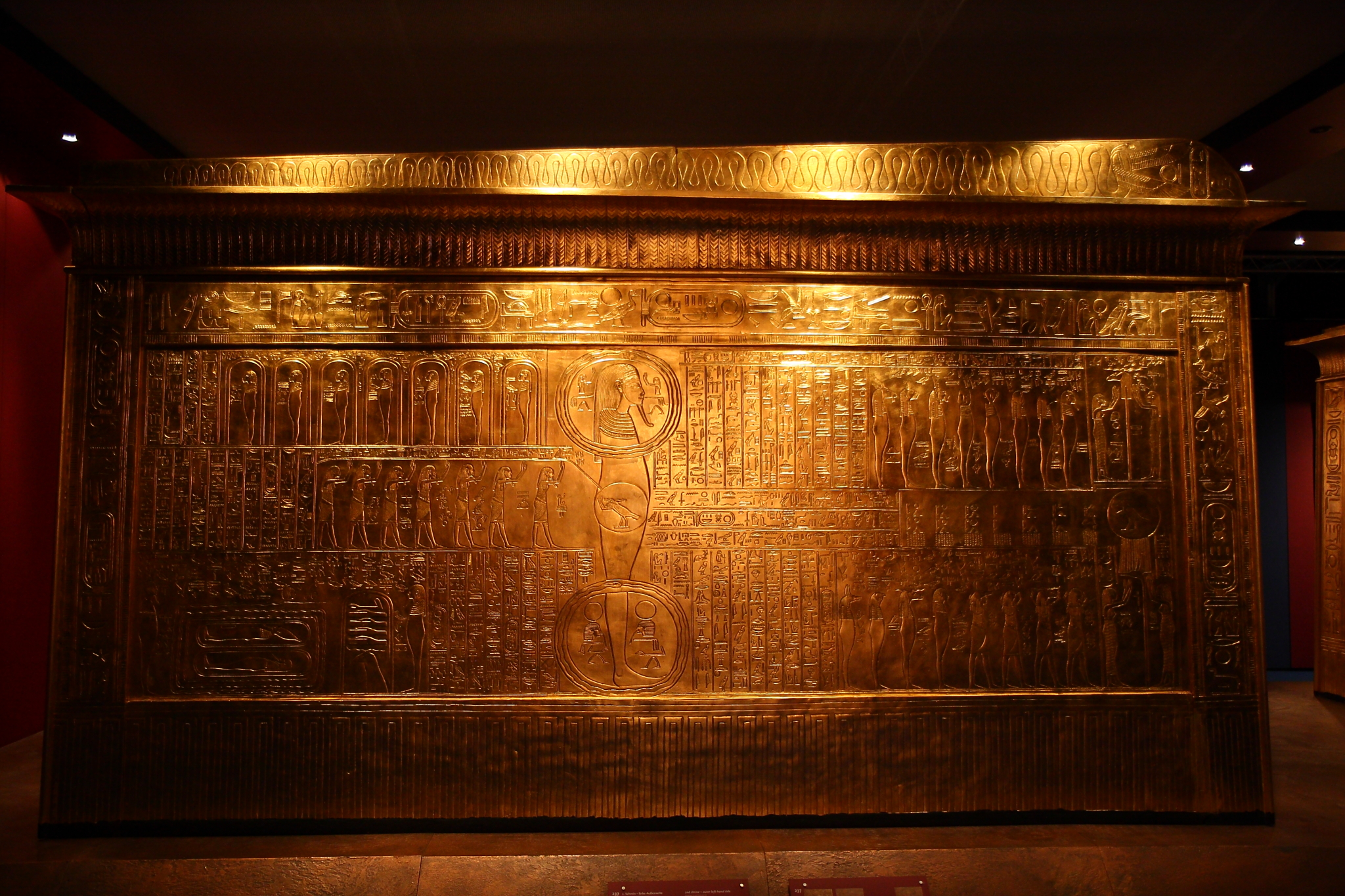
Livre énigmatique du monde souterrain - Réplique de la chapelle dorée de Toutânkhamon.

Assez bref, le Traité des douze cavernes est repris par le Livre des Morts (chapitre 168). Il décrit douze cavernes-qereret ainsi que ses habitants. Chaque caverne abrite un nombre variable d'habitants, de sept à vingt êtres divins. Le Livre énigmatique du monde souterrain n'est connu que par une version découverte dans le tombeau de Toutânkhamon (deuxième chapelle dorée). Il est divisé en deux sections principales et la présence de Rê est signalée par plusieurs disques solaires.
Dans d'autres compositions, la description de l'au-delà est centrée sur la figure de Nout, la personnification de la voûte céleste ; le Livre de Nout, le Livre du Jour et le Livre de la Nuit. Mère de Rê, la déesse Nout apparaît sous la forme d'une femme au corps démesuré et longiligne. De par leur thème, les scènes sont surtout figurées sur les plafonds des hypogées royaux. Les deux derniers livres sont complémentaires et sont aussi connus sous le titre de Livre du jour et de la nuit.

### Littérature égyptienne

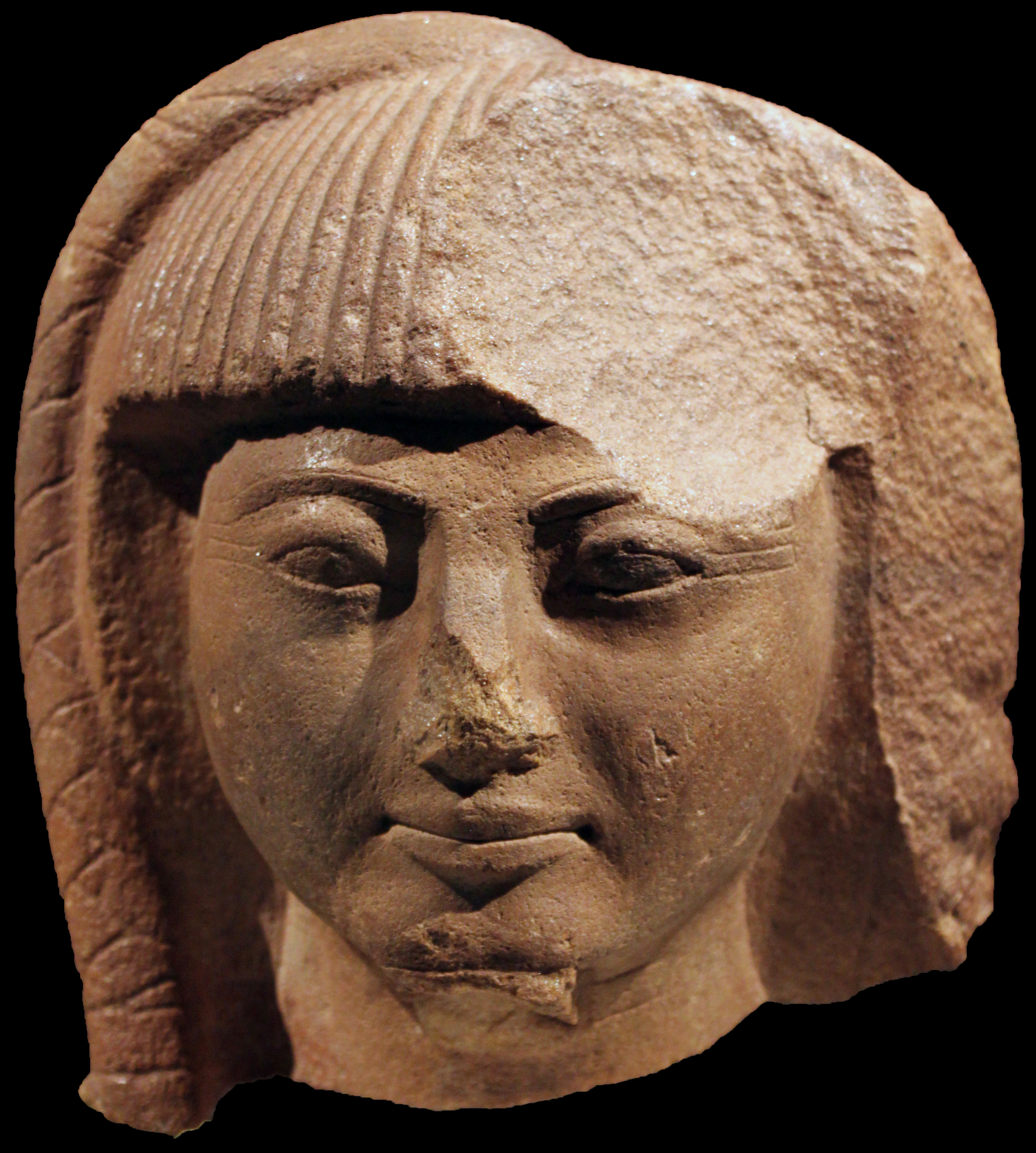
Khâemouaset, fils de Ramsès II - British Museum.

L'au-delà est l'un des thèmes de la Littérature de l'Égypte antique et plus particulièrement des contes. Daté du Moyen Empire, un fragment de conte relate l'apparition surnaturelle d'une femme à un pâtre dans un marais. La rencontre glace d'effroi le pâtre. Dans le Conte du naufragé, un marin s'échoue sur une île mystérieuse brusquement apparue de nulle part. L'endroit est habité par un serpent géant et amical. Remontant à la période ramesside, le Conte des deux frères relate les aventures des dieux Anubis et Bata. L'au-delà y est présenté comme une contrée giboyeuse située au nord de l'Égypte et où pousse un pin parasol doué de vie. Bata s'établit sous l'arbre et y rencontre Rê et l'Ennéade. Dans le Conte du revenant, le grand-prêtre Khonsouemheb contacte un esprit en colère lors d'une séance de spiritisme. Ce dernier lui explique que privé de tombe, il est condamné à l'errance. Seule la rénovation de son tombeau peut lui apporter le réconfort. Dans le Roman de Setné-Khâemouaset, daté de l'époque ptolémaïque, le héros Sa-Ousir et son père Setné descendent dans le monde de l'au-delà. Le fils veut faire constater à son père qu'il vaut mieux être pauvre et vertueux que riche et méchant. Les deux voyageurs traversent le monde souterrain, voient le tribunal d'Osiris et les salles où sont infligés les supplices aux damnés. L'une des tortures est fort semblable au supplice de Tantale. Le personnage de Setné s'inspire de Khâemouaset, l'un des nombreux fils de Ramsès II, connu pour son intérêt des choses magiques. Dans le Livre des Morts, il est ainsi dit que ce prince a découvert une formule magique très efficace sous la tête d'une momie. Dans Méryrê et le pharaon Sisébek, le héros descend dans la Douât à la place du pharaon pour que ce dernier, voué à la mort, puisse continuer à régner sur terre. Le conte est très fragmentaire. Il semble que Méryrê, depuis l'au-delà, puisse châtier les vivants en envoyant une sorte de golem ; une statuette animée par la magie.

## Lexique égyptien

### Désignations des morts

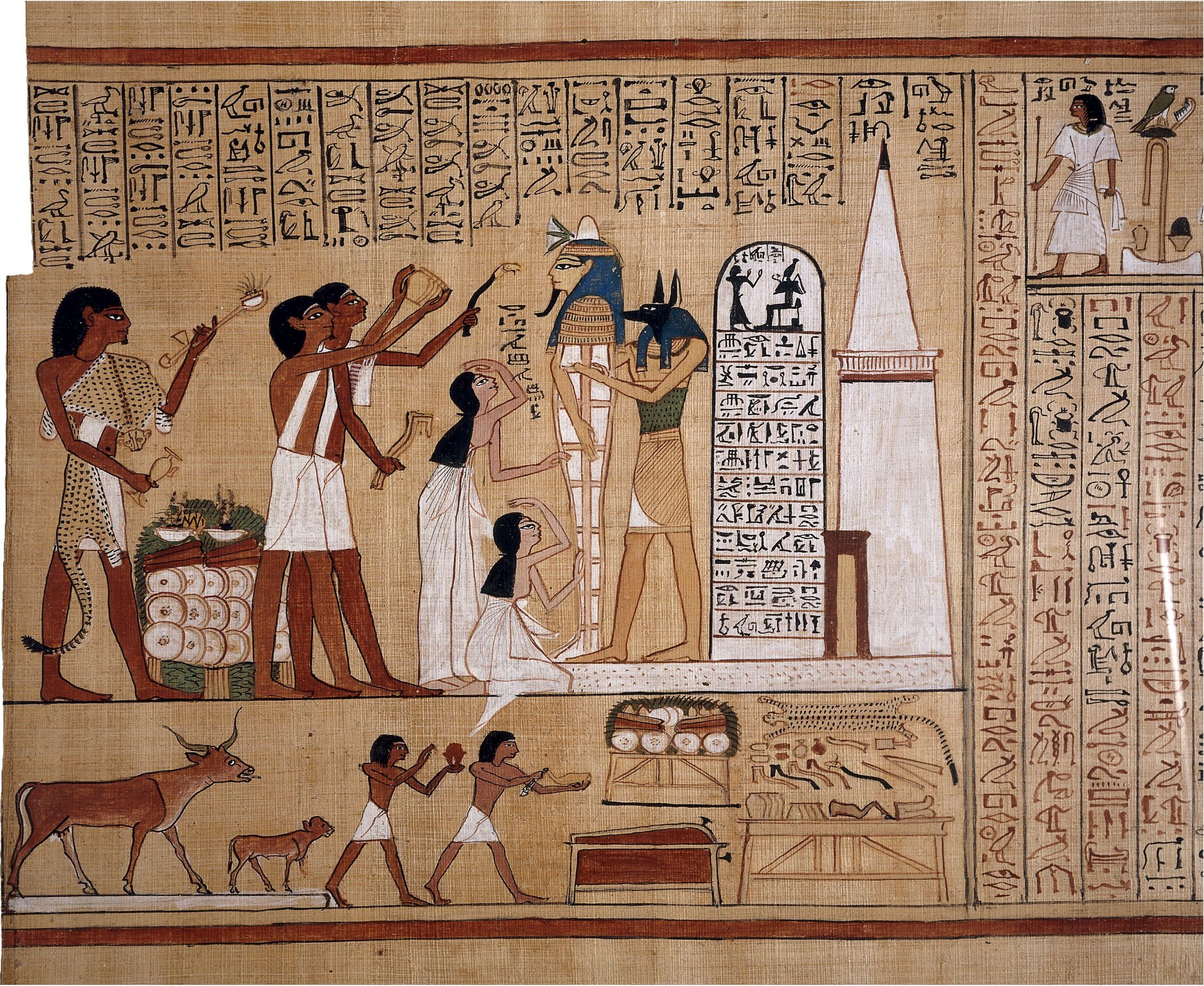
Funérailles égyptiennes - Papyrus de Hounefer - - British Museum.

Dans l'Égypte antique, plusieurs termes sont utilisés à propos des morts. On trouve des expressions euphémiques comme tepyou-a, littéralement « Ceux qui viennent d'avant », c'est-à-dire les « Prédécesseurs » ou les « Ancêtres » ; imyou-bah « Ceux qui existaient auparavant » ; netyou im « Ceux qui sont là » ; ioutyou « Ceux qui n'existent pas ». Ordinairement, ces désignations présentent les morts comme une communauté à part, un groupe opposé à la communauté des vivants. Ces euphémismes n'apparaissent pas dans des textes qui évoquent une relation de parenté entre tel individu vivant et tel autre mort. Pour les cas particuliers, deux autres termes sont utilisés pour désigner un mort ; akh et mout. Dans les faits, ces termes sont les plus courants. Ils peuvent être utilisés au pluriel pour se référer aux morts en tant que groupe ou au singulier pour désigner un mort en particulier. Souvent, ils sont associés pour désigner l'ensemble de la communauté des morts. Cela suggère que les morts peuvent être divisés en deux groupes ; les akhou et les moutou. Une première impression laisserait à penser que les Anciens Égyptiens ont compris l'association de ces deux termes comme la désignation du couple duel bon mort / mauvais mort. La réalité est un peu plus complexe. Le mort-akh est l'esprit glorieux, le « transfiguré » ou le « bienheureux ». Il s'agit d'un mort qui a bénéficié des rituels funéraires, en particulier le rituel sakhou « rendre glorieux, lumineux, efficient ». Le mot mout a trois significations. Dans un sens très général, moutou fait référence à tous les morts en tant qu'opposé aux « vivants ». Dans un sens plus limité, moutou désigne les morts ordinaires, ceux qui sont moins révérés que les akhou. Dans un sens très restreint, les moutou sont les damnés, ceux qui n'ont pas réussi l'épreuve du jugement de l'âme. Ils sont les ennemis de la création, en opposition aux akhou qui sont sortis victorieux du tribunal d'Osiris.
| D1 · Q3 | D36 · Z1 | A51 | Z3 |

| D1 · Q3 | D36 · Z1 | A51 | Z3 |

| D1 · D36 | G43 |

| D1 · D36 | G43 |

| Z11 | G17 | D53 |

| Z11 | G17 | D53 |

| G25 | Aa1 | A51 |

| G25 | Aa1 | A51 |

| G25 | Z1 | A52 |

| G25 | Z1 | A52 |

| G17 | X1 · A14 |

| G17 | X1 · A14 |

| G17 | X1 · D12 |

| G17 | X1 · D12 |

| S34 | N35 · Aa1 | G43 | Z2 |

| S34 | N35 · Aa1 | G43 | Z2 |

| S34 | S34 | S34 |

| S34 | S34 | S34 |

### Désignations de l'au-delà
À la lecture des textes funéraires égyptiens, la vie éternelle se caractérise par le mouvement ; est définitivement mort celui qui est réduit à l'immobilisme. Dans l'existence post-mortem, le défunt va partout. Il explore toutes les parties de l'univers et rien ne doit entraver sa démarche. Dans le vocabulaire de la langue égyptienne, l'expression générique « au-delà » n'est pas attestée. Cette absence est toutefois comblée par d'autres termes plus spécifiques. La localisation de l'au-delà est placée sous le signe de la diversité. Le séjour des morts est tout à la fois placé sous terre, dans les cieux et sur terre mais en marge de la civilisation humaine,.

#### Kheret-Netjer

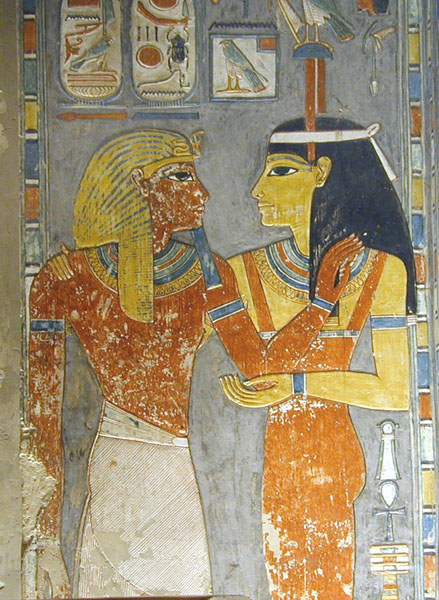
Le pharaon Horemheb accueilli dans l'au-delà par la déesse Imentet - KV57 - XVIIIe dynastie.

Domaine de l'au-delà présent sur terre et auquel les tombes donnent accès, le Kheret-Netjer est, par facilité, traduit par « nécropole » ou par « empire des morts ». Plus littéralement, l'expression signifie « Le dessous du dieu » ou « Ce qui appartient au dieu ». Le mot kheret recouvre une réalité complexe et signifie tout à la fois « possession, biens, revenus, affaires, tout ce qui appartient, part, portion (revenant à chacun) ». En tant qu'adjectif de relation, khery signifie « ce qui se trouve sous, ce qui se trouve dessous, inférieur, bas ». Le passage de la vie à la mort est résumé par la phrase type « Je suis venu de ma cité et je suis descendu dans la nécropole ». La nécropole est un lieu frontière. Elle se trouve à la fois dans le monde des vivants et dans l'autre, celui des morts. Le défunt y descend car le Kheret-Netjer est imaginé comme le royaume de dessous terre ou comme le Per Ousir, le « domaine d'Osiris ».

#### Ro-Sétaou
À l'origine, Ro-Sétaou ne désigne que la nécropole de Memphis, la capitale des pharaons de l'Ancien Empire. Il s'agirait alors de Gizeh, située à l'est du Grand Sphinx. Par extension, Ro-Sétaou finit par désigner toutes les nécropoles du pays. Le nom semble signifier « entrée du chemin de halage », en référence au chemin le long duquel on halait le traîneau portant le corps momifié du roi. De nombreuses allusions textuelles mentionnent les « chemins de Ro-Sétaou » qu'empruntent les défunts, ainsi que les « secrets » ou les « mystères dans Ro-Sétaou », c'est-à-dire le tombeau d'Osiris.

#### Imentet
L’Imenet ou Imentet est l'Occident, le lieu où se couche le soleil, le soir. Par extension cette expression a, elle aussi, fini par désigner la nécropole et le séjour éternel des morts. Ce lieu est aussi connu sous le nom de imentet neferet « bel occident ». Cette notion géographique est personnifiée par la déesse Imentet « Celle du désert occidental ». En tant que protectrice des cimetières, en particulier de la nécropole thébaine au Nouvel Empire, elle est mandatée par Osiris pour accueillir en paix les morts dans le séjour éternel. Dans cette fonction, elle est totalement assimilée à Hathor.

#### Douât
La Douât est primitivement considérée comme une région céleste où le pharaon défunt entame une nouvelle gestation. Le mot est formé sur la racine doua « vénérer, adorer » et s'écrit avec une étoile à cinq branches placée à l'intérieur d'un cercle. Ultérieurement, au Nouvel Empire, la Douât est un monde souterrain divisé en douze régions que parcourt le soleil durant son voyage nocturne.
| R8 | T28 · D21 | N25 |

| R8 | T28 · D21 | N25 |

| R10 |

| R10 |

| D21 · Z1 | V2 · V2 | V2 · N25 |

| D21 · Z1 | V2 · V2 | V2 · N25 |

| R14 | X1 · N25 |

| R14 | X1 · N25 |

| R13 | X1 | O49 · X1 · Z1 |

| R13 | X1 | O49 · X1 · Z1 |

| D46 | G1 | X1 · N15 |

| D46 | G1 | X1 · N15 |

| N15 |

| N15 |

## Repères mythologiques

### Mort et au-delà

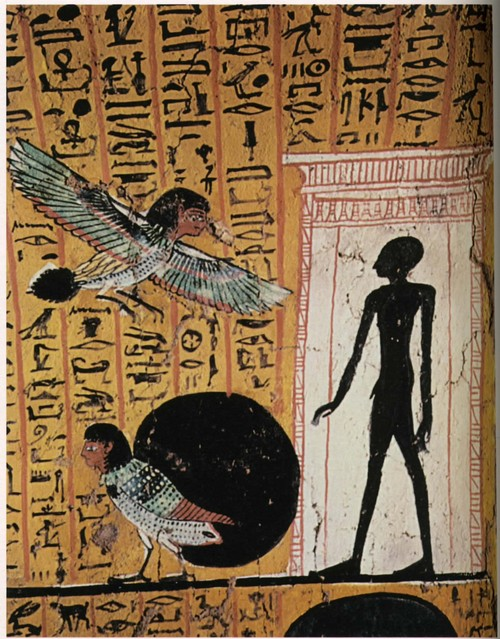
Sortie au jour de l'ombre et de l'âme-Ba du défunt Irynefer, fresque de la tombe thébaine TT290.

Dès le Néolithique, les Égyptiens ont enterré leurs morts. À partir de ce moment, il est évident qu'il existe un culte funéraire. Les modestes offrandes déposées aux côtés des défunts prouvent la croyance de la survie de l'âme. Dès lors, la mort est imaginée comme un passage et non une fin et l'on suppose qu'il existe chez l'homme un principe spirituel qui n'est pas soumis à la mort. Après étude de l'ensemble des textes de la période pharaonique, il ressort que la vie surnaturelle des humains a été imaginée sur le modèle de la survie divine. Selon les mythes, les dieux (netjer) ont vécu sur terre dans les temps lointains des origines. Désormais invisibles, ils poursuivent leur existence grâce aux principes abstraits nommés Ka, Ba et Akh. Ces trois notions ne sont pas identiques et se laissent très difficilement définir dans nos termes contemporains. Pour faire court, le Ka est la vitalité d'un être entretenue par la nourriture et les boissons. Le Ba est un concept souvent traduit par le mot « âme » ou par l'expression « âme-Ba » mais il s'agit bien plus de la représentation de l'énergie de déplacement, de dialogue et de transformation. L'Akh est à la fois une énergie magique et la forme que revêt un individu en devenant une puissance spirituelle supérieure. Au sens strict, l'au-delà égyptien n'est pas le monde des morts car on n'y est pas « mort », c'est-à-dire privé de tout ce qui fait la « vie ». Il s'agit d'un lieu que l'on souhaite rejoindre. Celui qui y parvient échappe à la mort car proche des dieux et de leurs promesses d'éternité. Cependant, les Anciens Égyptiens ont aussi considéré que même après la mort, on pouvait être présent sur terre, dans la mémoire d'une postérité nombreuse (culte funéraire). Vie et mort ne s'excluent pas réciproquement. Au contraire, vie et mort sont inextricablement liées. Ces liens sont garantis par la tombe car cette dernière permet au défunt de s'ancrer dans la société des vivants ; de rester présent par-delà la mort physique.

### Voyage de la barque solaire

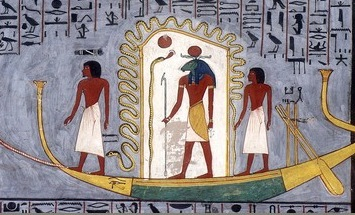
Le bélier Rê à bord de la barque nocturne - Livre des Portes -.

Selon une vision géocentrique de l'univers, les Anciens Égyptiens ont élaboré une mythologie où le soleil, les étoiles et les planètes tournent autour de la terre. Le dieu Rê n'est autre que le Soleil ; ou plutôt une de ses nombreuses formes, le scarabée Khépri, le faucon Horakhty et le vieillard Atoum en étant trois autres. À propos de l'au-delà, le mythe porte principalement sur le voyage nocturne de Rê à bord de la barque Mésektet, à la fois dans le monde souterrain (Livre de l'Amdouat, Livre des Portes) et dans le ventre de sa mère Nout qui l'avale et le remet au monde chaque jour (Livre du jour et de la nuit). Le but de ce voyage est l'arrivée de la barque solaire dans l'horizon oriental au petit matin. Pour le défunt, les textes funéraires insistent sur deux aspects importants. Le premier aspect est sa participation au voyage solaire à bord de la barque et, de ce fait, sa proximité avec Rê. Amplification du premier aspect, le second est l'identification totale du défunt avec l'astre solaire. Dans les Textes des pyramides et plus tard dans les Livres du monde souterrain, le premier aspect est l'idée dominante. Cette participation comprend l'ensemble du cycle solaire, les douze heures du jour et les douze heures de la nuit. Grâce à cette participation, le défunt a la garantie d'atteindre l'horizon oriental et de célébrer avec le soleil une nouvelle naissance à l'aube. Ces deux aspects, participation et identification, sont loin de s'exclure l'un l'autre. Aussi dans certaines inscriptions les deux idées se mélangent :

« Veuille donc aller à cette barque de Rê où souhaitent monter les dieux, avec laquelle souhaitent aller les dieux et avec laquelle Rê voyage vers l'horizon ! Que Mérenrê aille avec elle tel Rê ! Veuille donc t'asseoir sur ce trône de Rê afin que tu puisses commander aux dieux car tu es en vérité Rê issu de Nout qui met au monde Rê chaque jour et ledit Mérenrê est mis au monde chaque jour comme Rê ! »

— Textes des pyramides, chapitre 606 (extrait). Traduction de Claude Carrier.

### Momification d'Osiris

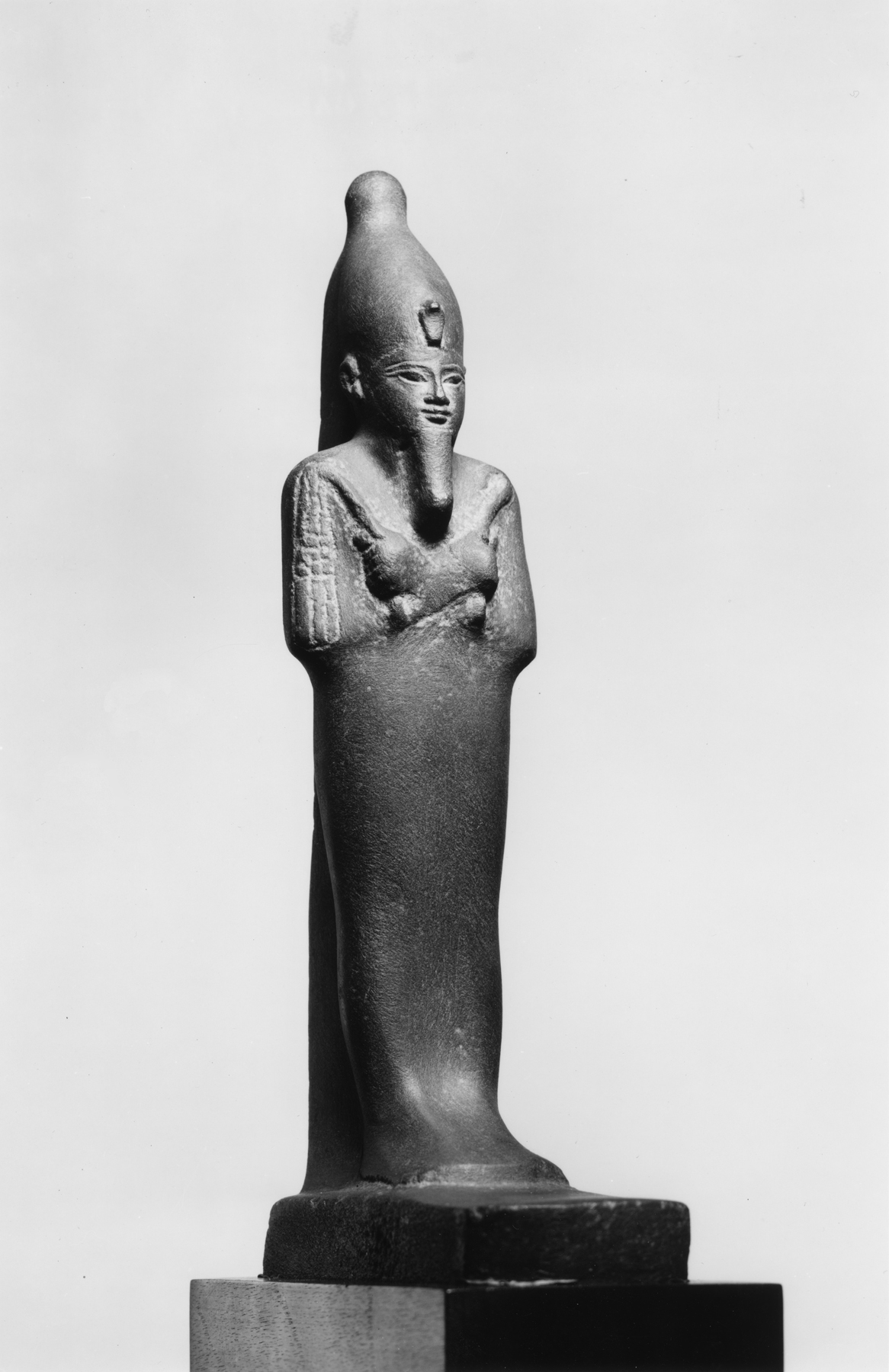
Statuette d'Osiris - époque inconnue - Walters Art Museum.

Du point de vue de l'histoire des religions, le mythe d'Osiris est un jalon important dans l'évolution des croyances en l'au-delà. La popularité d'Osiris en Égypte antique est certainement due à la facilité de compréhension du personnage. Tout dieu qu'il est, Osiris a subi le triste sort d'une mort humaine. Il est assassiné par son frère Seth, il est pleuré par ses sœurs Isis et Nephtys puis est momifié par Anubis et inhumé par Horus, ses deux fils. De nombreuses épiclèses accolées à son nom le présentent comme le dieu des morts ; il est « Celui qui préside à l'Occident », « Celui qui préside à Ro-Sétaou », le « Seigneur de la terre sacrée », le « Dieu vivant » ou le « Souverain des vivants ». Par antiphrase, la dernière épiclèse désigne bien évidemment les morts qui cohabitent à ses côtés dans la nécropole. Elle indique aussi que le trépas n'est pas une fin mais le début d'une autre vie. Les rites funéraires dont a bénéficié Osiris lui ouvrent la vie éternelle dans l'au-delà. Ces mêmes rites sont appliqués à tout Égyptien après la mort (on parle ainsi de l'Osiris-Mérenrê, de l'Osiris-Ani, etc.). En devenant un autre Osiris, le défunt aspire au même destin d'éternité par la préservation de sa dépouille, la transfiguration de l'esprit et l'instauration d'un culte funéraire autour de la tombe. Ce mythe a ainsi beaucoup à voir avec la prise en charge du cadavre après le décès et avec la mise en place de rites à caractères mémoriels. Intimement lié à la tombe, le mythe d'Osiris est plus facilement accessible à l'entendement que celui d'une navigation à bord d'une barque céleste. La conséquence est qu'Osiris n'a cessé de gagner en popularité pour arriver à une place prééminente dans le cours du premier millénaire avant notre ère. Les thèses solaires et osiriennes de prime abord antagonistes ont toutefois trouvé un point de jonction au Nouvel Empire. Lors de son voyage nocturne dans le monde souterrain des morts, l'astre solaire fusionne, le temps d'un instant, avec la dépouille d'Osiris : « Rê se couche dans la montagne de l'Occident et illumine le monde souterrain de ses rayons. C'est Rê qui repose en Osiris, c'est Osiris qui repose en Rê ». Cette fusion est au cœur du propos des Livres du monde souterrain. Il apparaît, qu'en cet instant, Osiris régénère autant l'astre solaire que lui-même.

### Création cyclique

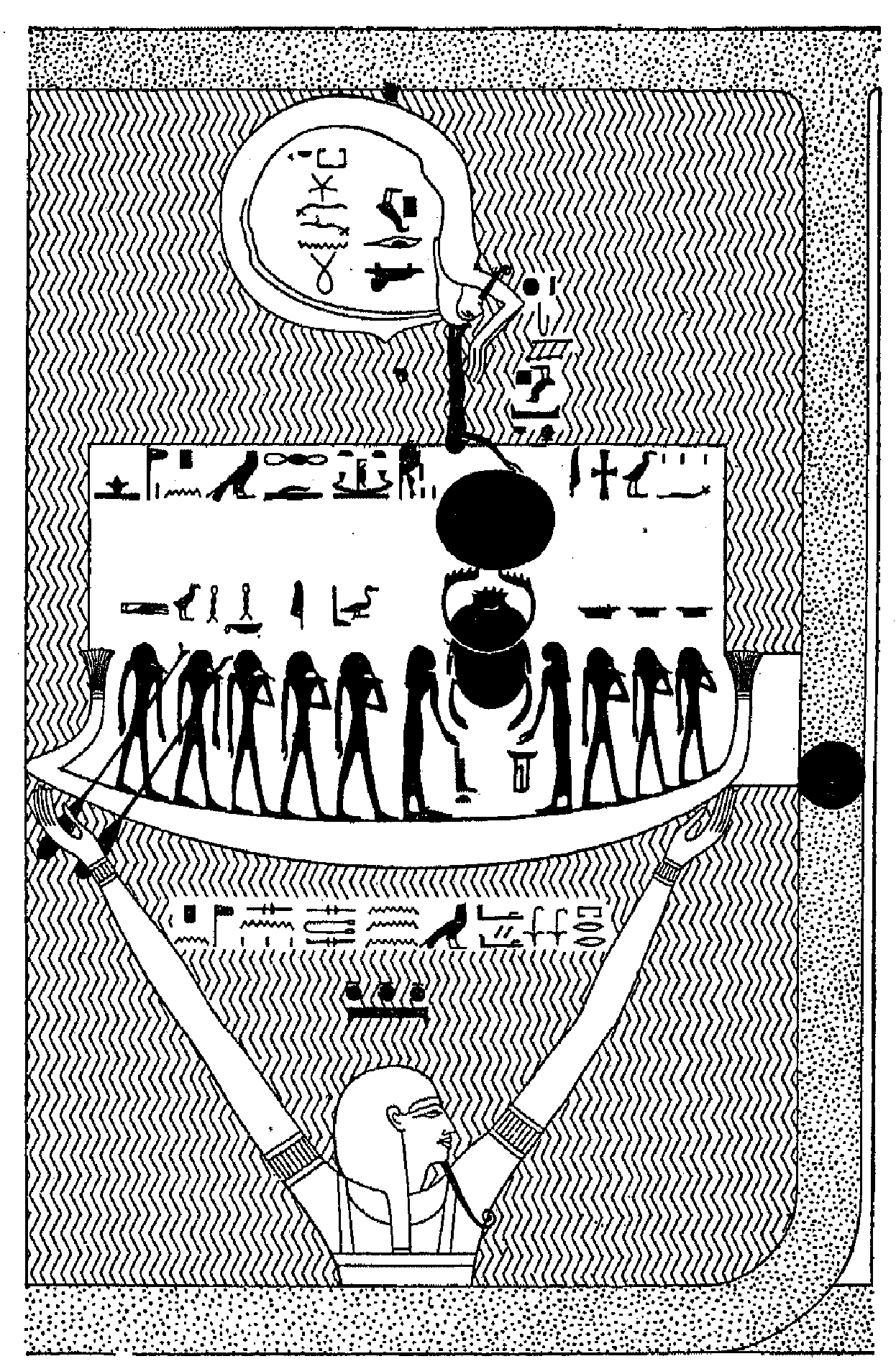
Scène finale du Livre des Portes.

La scène finale du Livre des Portes est l'occasion pour les Anciens Égyptiens d'exprimer par l'image leur conception de l'univers. L'illustration démontre que le mythe solaire et le mythe osirien forment une unique démonstration des forces à l'œuvre dans la Création. Le dieu Noun émerge hors des eaux primordiales et élève de ses deux bras la barque solaire. Au centre de l'embarcation se trouve un grand scarabée qui tient dans les pattes de devant l'astre solaire. Les déesses Isis et Nephtys se tiennent debout à sa droite et à sa gauche. À l'avant de la barque figurent trois dieux-portiers. À l'arrière sont présents Geb, Shou, Héka, Hou et Sia ; les personnifications respectives du sol, de l'atmosphère, de la magie, de la parole et de l'omniscience. La barque est mise en valeur en étant inscrite dans un rectangle horizontal blanc. Il s'agit du monde terrestre créé par les dieux pour les hommes. Au-dessus du disque solaire est représenté Osiris, la tête en bas. Son corps forme un cercle car ses pieds sont repliés en arrière vers la nuque. Sur sa tête, se tient debout la déesse Nout, ses bras recevant le soleil. L'espace délimité par le corps d'Osiris est la Douât, le monde de l'au-delà. En prenant la forme de l'Ouroboros, le serpent qui se mord la queue, Osiris est l'évocation d'un temps cyclique et ininterrompu de vie, de mort et de régénération. Située entre l'au-delà et le monde terrestre, Nout joue le rôle d'intermédiaire entre les deux aires. Le monde et la Douât, le connu et l'inconnu, sont donc distincts l'un de l'autre mais en relation de par l'intermédiaire de la voûte céleste. De plus, même si le monde des morts n'appartient pas au monde terrestre, cet au-delà n'appartient pas non plus à l'incréé (Noun) car distinct de lui. Au contraire, cet incréé est le berceau hors duquel ont émergé l'ici-bas et l'au-delà et qui, tous deux, perdurent en tant que création continue et cyclique.

### Canidés des nécropoles

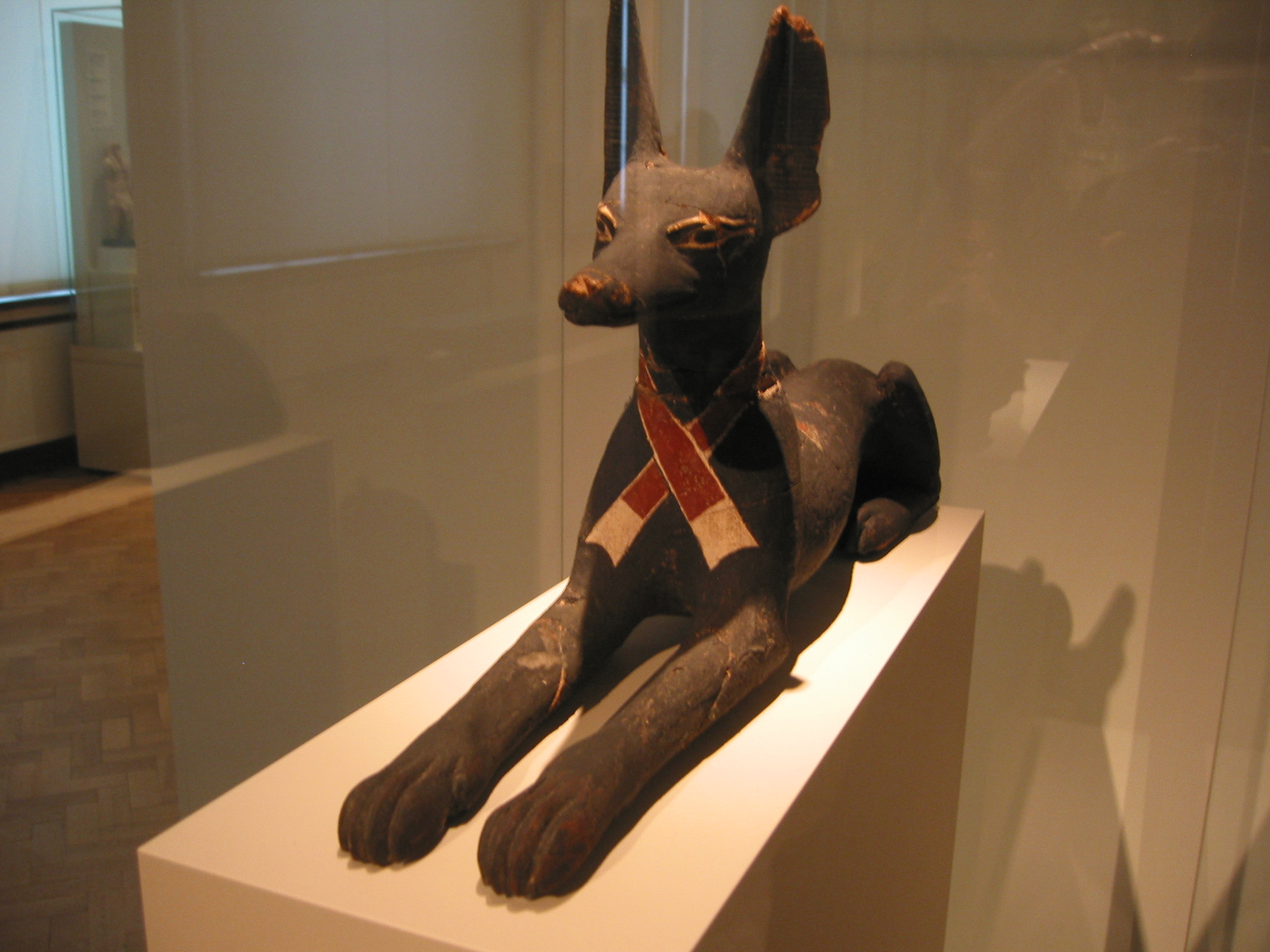
Anubis - Musée égyptien de Berlin.

Parmi les plus anciennes divinités funéraires vénérées par les Anciens Égyptiens figure un groupe de dieux canins dont les plus connus sont Anubis, Oupouaout, Sed, Khentyamentiou et Oupiou. D'une manière ou d'une autre, ces canidés sont en rapport avec les zones désertiques où sont implantées les nécropoles. De par leur nature, ils servent d'éclaireur lors des processions rituelles, de guide sur les chemins de l'au-delà ou d'intercesseur entre le monde des vivants et des morts. L'autre monde est en outre peuplé par des canidés à la personnalité moins différenciée ; les Âmes de Pé, les Suivants d'Horus et les Sebou (les « chacals »). Certains passages des Textes des pyramides laissent entendre que ces meutes représenteraient les ancêtres royaux et d'autres que les défunts peuvent en effet endosser l'apparence des dieux canins Anubis et Oupouaout. D'après les Livres du monde souterrain, ces meutes ont pour charge d'escorter la barque solaire, de saluer son passage voire de la haler à travers l'au-delà. Cette omniprésence des canidés dans l'au-delà égyptien tire sans doute son origine dans la croyance très archaïque et répandue que le monde des morts est le « pays des chiens ». Là, les hommes poursuivent leur existence sous l'apparence de chiens, cohabitent avec de belles femmes et sont les heureux propriétaires d'opulents troupeaux.
De tous les dieux canins égyptiens, le personnage d'Anubis est le mieux attesté. Dès les premiers textes hiéroglyphiques, son caractère funéraire est bien affirmé. Ceci bien avant l'apparition du culte d'Osiris au cours de l'Ancien Empire. Dans les temps les plus anciens, (avant la Ve dynastie) Anubis est considéré comme le véritable maître de l'autre monde. Ce fait est indiqué par son épiclèse de « Celui qui est à la tête des Occidentaux ». Si ce rôle prééminent est par la suite attribué à Osiris, Anubis a toutefois conservé une place de choix dans les croyances funéraires en tant que dieu psychopompe et de patron des embaumeurs.

### Monde inversé

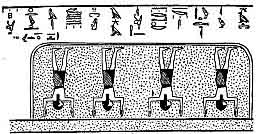
Damnés marchant la tête en bas - Livre de l'Amdouat.

Sur bien des points, l'au-delà égyptien est imaginé comme un contre-monde où, par effet de miroir, toute réalité humaine se trouve inversée. Graphiquement, Nounet, le contre-ciel, s'écrit avec le hiéroglyphe du ciel à l'envers. L'idéogramme du ciel représente un plafond gigantesque supporté par quatre piliers pointant vers le bas. Par inversion, les piliers du contre-ciel pointent vers le haut ; aussi, dans la région de l'horizon, le terre, le ciel et le contre-ciel se rejoignent. Ce ciel inversé, situé en dessous de la terre, est la contrepartie féminine du Noun, l'océan primordial. Dans les Textes des pyramides, il est parfois aussi assimilé à Nout, la voûte céleste. Tout comme le ciel du haut, le ciel du bas est traversé par les dieux personnifiant les astres. De ce fait, le soleil parcourt le contre-monde d'Ouest en Est depuis l'Horizon occidental vers l'Horizon oriental. Lors de ce périple, symboliquement, Rê et les défunts qui l'accompagnent dans sa barque passent de la vieillesse à la jeunesse ; de la lassitude à la revigoration. Dans les Textes des sarcophages et le Livre des Morts, la plus grande crainte du défunt est de marcher la tête en bas, de manger des excréments et de boire de l'urine : « je ne mangerai pas d'excréments pour vous faire plaisir, je ne boirai pas d'urine pour vous faire plaisir, je ne descendrai pas la tête en bas pour vous faire plaisir ». Ces déjections proposées par les habitants de l'au-delà au défunt invité à leur table, le mort n'en veut pas car elles « sortent du derrière d'Osiris ». Étant un esprit justifié, il veut continuer à profiter des nourritures terrestres à l'instar des dieux Rê et Thot. Dans les Textes des pyramides, l'inversion des valeurs est évoquée plus subtilement en présentant les faits en sens contraire : « celui qui a faim est assoiffé et est assoiffé celui qui a faim ».

## L'au-delà d'après leLivre de l'Amdouat

### Traité de géographie souterraine

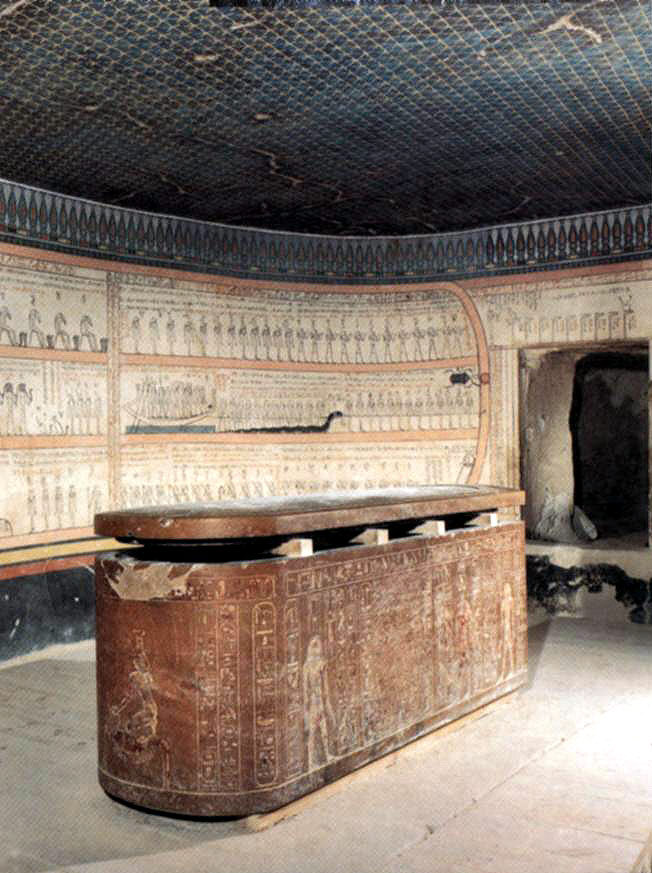
Vue sur la scène de la Douzième heure de la nuit (derrière le sarcophage) - Livre de l'Amdouat - KV34.

Les divers guides traitant de la géographie de l'au-delà telle qu'imaginée par les Égyptiens du Nouvel Empire ne concordent pas parfaitement entre eux. Le Livre de l'Amdouat, le plus anciennement attesté, donne un bref aperçu général des paysages de l'autre-monde. Ce dernier a pour titre original Écrits de la place cachée. Il apparaît pour la première fois à la XVIIIe dynastie, dans la tombe de Thoutmôsis Ier. Les premiers exemplaires complets ne sont toutefois attestés que dans les tombes de Thoutmôsis III et de son vizir Ouseramon. Le livre est divisé en douze sections correspondant aux douze heures du voyage nocturne de Rê à travers un monde souterrain. Du point de vue de la présentation graphique, il s'agit d'une longue fresque qui court le long des murs de la tombe. Chaque heure est organisée en trois registres ; supérieur, médian et inférieur. Le passage d'une heure à la suivante est séparé par une porte surveillée par un gardien. Ce dernier thème est plus particulièrement développé dans une autre composition, le Livre des Portes.

### Douze heures de la nuit

#### Première heure
La première heure se pose comme une introduction au monde mystérieux et inconnu dans lequel s'enfonce l'astre solaire. Elle se caractérise par un inventaire de bon nombre des plus importants êtres qui peuplent l'au-delà. La barque solaire franchit cent-vingt itérou (≈ 1 250 km) à travers les eaux-Ournès de trois-cents itérou de longueur (≈ 3 140 km). Cette région se dénomme le « Champ de Rê » et le dieu y alloue des parcelles aux dieux qui sont dans sa suite,.

#### Deuxième heure
Les deuxième et troisième heures présentent le monde souterrain proprement dit. Il apparaît comme une contrée fertile. La deuxième heure est dominée par les eaux de l'étang d'Ournès. Ce domaine est long de trois-cent-neuf itérou (≈ 3 232 km) et large de cent-vingt itérou (≈ 1 255 km).

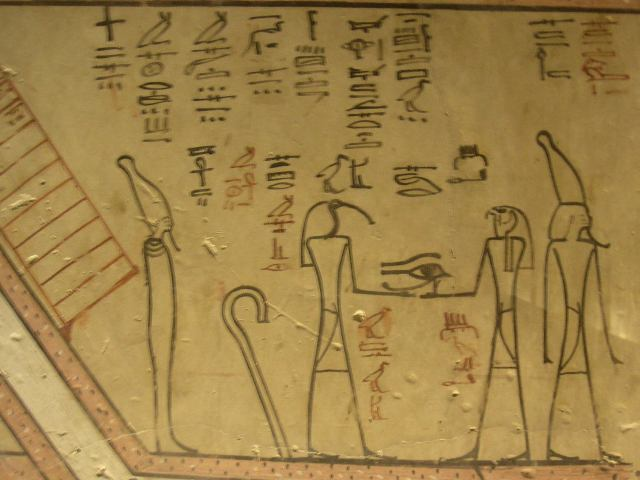
Thot et Sokar prenant soin du soleil figuré sous la forme de l'Œil de Rê - Quatrième heure (détail) -KV34.

#### Troisième heure
La troisième heure est dominée par les eaux de l'étang d'Osiris. Là aussi ce domaine à une longueur de trois-cent-neuf itérou. En ces lieux, là aussi, le dieu solaire alloue des parcelles cultivables aux morts bienheureux. Ces derniers sont représentés avec un épi de blé à la main ou avec deux épis au-dessus de la tête,.

#### Quatrième heure
Dans la quatrième heure les champs fertiles font place au désert de Ro-Sétaou. Il s'agit du « pays de Sokar qui est sur son sable ». Ce dernier, le dieu Sokar est le dieu funéraire de Memphis auquel Osiris a été assimilé. La contrée est inhospitalière et sablonneuse. Elle grouille des serpents qui sont figurés avec des jambes humaines et avec des ailes d'oiseau pour renforcer leurs aspects inquiétants. Le chemin de la barque solaire sinue à travers les trois registres de la scène passant du registre supérieur au registre inférieur. Plusieurs portes barrent la route. La barque ne navigue plus sur des eaux mais est halée tel un traîneau par quatre divinités,.

#### Cinquième heure
La cinquième heure est la région de l'Occident. Dans les représentations, au centre, les trois registres se rejoignent en une scène unique. Au-dessus d'une colline surmontée d'une tête féminine, deux oiselles, Isis et Nephtys surveillent le coffre-tombeau d'Osiris d'où sort le soleil sous la forme rajeunie d'un scarabée. Sous la colline, ou plutôt à l'intérieur, un ovale représente la caverne de Sokar enclose dans un double sphinx (représentation d'Aker). Dans l'ovale est représenté Sokar-Osiris debout sur un serpent ailé. Il s'agit du lieu où Rê et Osiris ne forment plus qu'un seul être. C'est au cours de cette réunion mystérieuse que l'astre retrouve sa jeunesse.

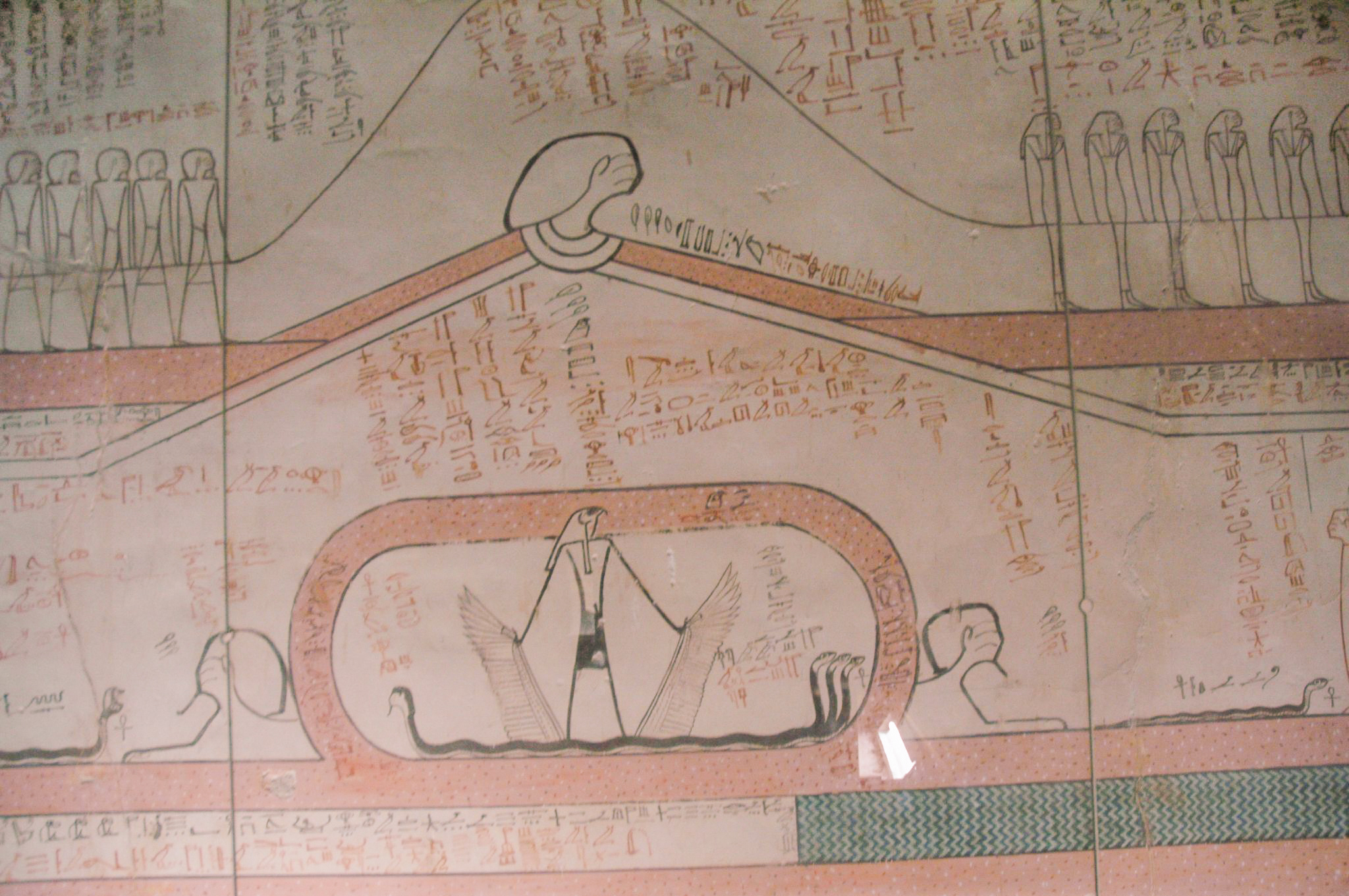
Représentation de la Caverne de Sokar - Cinquième heure (détail) - KV34.

#### Sixième heure
Après la sécheresse du désert de Sokar, dans la sixième heure, la barque solaire traverse les profondeurs d'un trou d'eau ; le fond du monde souterrain rempli par les eaux primordiales du Noun. Là repose le cadavre du soleil auquel l'astre s'unit en tant qu'âme-Ba. Ce cadavre est représenté deux fois à l'extrémité des registres supérieur et médian, non pas sous la forme d'une momie mais sous la forme d'un scarabée. Ce corps est aussi l'image d'Osiris.

#### Septième heure
Au milieu de la nuit, durant la septième heure, le soleil commence de nouveau à rayonner. Ce lieu est celui de tous les dangers. Les châtiments de tous les ennemis de la création sont mis en avant. Là, le serpent Apophis est massacré après avoir tenté d'enrayer la marche en avant de la barque solaire. Son long corps est lardé de coups de couteau. Le texte précise que le massacre se tient sur le banc de sable de Néhaher dans la Douât. Le nom du banc de sable est Sedjaou ; sa longueur et sa largeur sont toutes deux de quatre-cent-quarante coudées (≈ 230 mètres) et les anneaux du serpent remplissent l'espace. En ce lieu sont aussi exécutés les ennemis d'Osiris, décapités par un démon à tête de chat.

#### Huitième heure
Au cours de la huitième heure, la barque solaire traverse une contrée composée de dix cavernes ou grottes. Cinq sont représentées dans le registre supérieur et cinq dans le registre inférieur. Chaque caverne est séparée de la suivante par une porte qui s'ouvre à la voix de Rê. La plupart des habitants de ces cavernes sont représentés assis sur des hiéroglyphes qui représentent des étoffes. Le thème de l'heure est donc celui de la fourniture des étoffes. Ce lieu se caractérise aussi par son vacarme. De chaque caverne sort un bruit assourdissant ; acclamations, beuglement, bourdonnement, miaulement, grondement de la foule, etc.

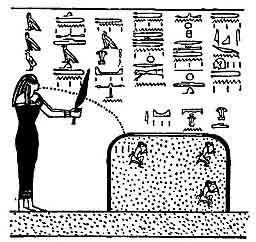
Fosse ardente où brûlent des damnés - Onzième heure (détail) - D'après le sarcophage de Séthi Ier.

#### Neuvième heure
Au cours de la neuvième heure, la thématique de l'offrande des étoffes est prolongée par la figuration de divinités assises sur des hiéroglyphes représentant les étoffes (registre supérieur et inférieur). Le registre médian montre la barque solaire précédée par un défilé de rameurs.

#### Dixième heure
Durant la dixième heure, la barque solaire traverse une région où les noyés privés de sépultures trouvent le repos éternel. Là, ils échappent à la putréfaction et à la suffocation en trouvant de l'air à respirer. Ils sont figurés dans le registre inférieur à côté d'une série de bassins rectangulaires. Dans le Livre des Portes, ce même lieu apparaît dans la neuvième heure. Là, les noyés nagent dans un unique et long bassin rempli par les eaux régénératrices du Noun.

#### Onzième heure
Durant la onzième heure commencent les préparatifs de la renaissance matinale de l'astre solaire. Devant la barque, douze dieux supportent les anneaux du serpent Mehen ; symbole de la régénération de Rê. Le registre inférieur est un lieu de torture pour les ennemis d'Osiris. Ils sont précipités dans des fosses de feux où ils brûlent. Des déesses châtieuses les exécutent, couteaux à la main. Ce massacre est ordonné pour éloigner tout danger du soleil à son lever.

#### Douzième heure
La douzième heure est la région dans laquelle le soleil accomplit sa renaissance. Cette régénération se fait à l'intérieur du serpent Mehen qui était transporté dans l'heure précédente. Le reptile est long de 1 300 coudées (≈ 702 m). Le texte précise que Rê entre dans le reptile par la queue et y ressort par la gueule sous la forme du scarabée Khépri. Cependant, cette renaissance n'est pas le privilège du seul dieu solaire. Chaque jour, des millions de Bienheureux sortent à sa suite. Ce miracle est salué dans la joie par des êtres divins représentés dans les registres supérieur et inférieur. Tout au bout de l'heure, Khépri sort entre les bras tendus de Shou qui hisse le soleil vers le jour.

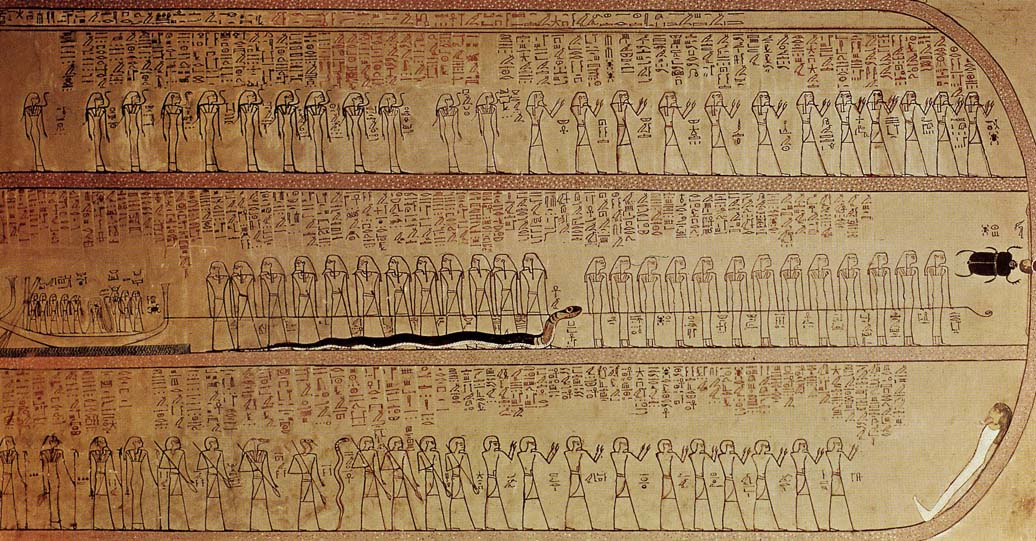
Douzième heure de la nuit selon le Livre de l'Amdouat - KV35 - XVIIIe dynastie.

## Lieux principaux

### Horizon

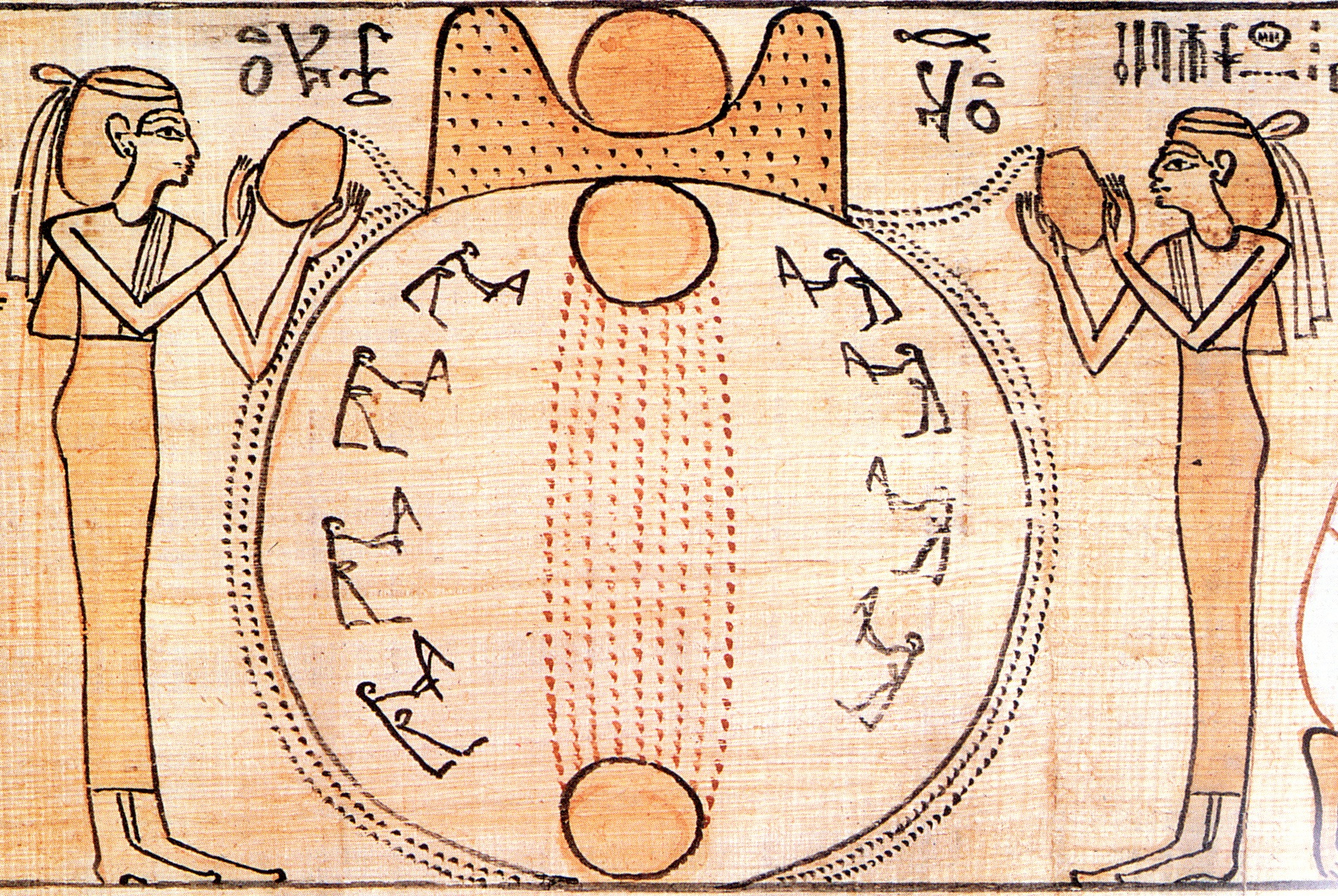
Lever du soleil au moment de la Création - Papyrus de Khonsoumès -.

L’Akhet est une région très souvent mentionnée dans les textes funéraires. Son hiéroglyphe est la combinaison du disque solaire et de la montagne représentée par deux monts entourant un oued. L’Akhet représente tout à la fois le lieu où se lève le soleil et le lieu où il se couche. Plus profondément, il s'agit de la région où le soleil s'est levé pour la première fois lors de la Création. La traduction par « Horizon » n'est qu'une approximation entérinée par l'usage. Lieu brillant où se tient le soleil, l’Akhet a probablement pour racine le terme iakh qui signifie « lumière, briller ». La traduction qui parait alors le mieux correspondre à la documentation est « Terre de lumière ». Zone de transition entre le ciel et la terre, elle symbolise la vie divine qui triomphe chaque matin. De fait, le mot Akhet se rencontre dans de nombreux toponymes religieux bien terrestre : Akhet-Aton (Amarna), Akhet-Abjou (nome thinite), Akhet-Neheh (surnom de Thèbes et Dendérah) et peut aussi désigner le temple dans son entier ou seulement ses pylônes. Dans les textes, l’Akhet est une région que le défunt recherche et souhaite atteindre. L'enjeu du voyage est de participer au monde divin car il s'agit du lieu où sont nés les dieux. Pour y arriver Thot peut prêter concours au défunt, Nout le guider sur son itinéraire et Rê lui donner des routes parfaites. Pour y parvenir, le défunt y vogue ou peut prendre l'apparence d'un faucon afin de se poser sur ce grand plateau qui est au nord de l'Horizon du ciel. La pureté est une qualité essentielle pour y résider. Sur place, le défunt en prend possession, y dispose d'un domaine agricole et y occupe une place prééminente. Cette région est assez étendue mais le défunt peut en faire le tour, se baigner dans ses eaux, traverser ses lacs et y pagayer. Le pays se divise en deux parties, l'une occidentale, l'autre orientale et ces deux horizons sont ouverts pour le voyageur. Plusieurs divinités sont en relation avec ce pays, mais les rapports avec Rê sont les plus étroits car, en tant que dieu solaire, il en est le maître. La dualité de cette région se manifeste dans l'association de son hiéroglyphe avec deux figures féminines, deux momies ou deux lions situés de part et d'autre des deux versants de la montagne.

### Tribunal d'Osiris
Dès l'Ancien Empire, les autobiographies des hauts-dignitaires font référence à un tribunal divin. Pour le défunt, il s'agit de se prémunir magiquement des pilleurs et des calomniateurs (vivant ou mort) en les menaçant d'une poursuite judiciaire : « je vais être jugé avec eux à ce sujet dans ce désert occidental au tribunal du grand dieu ». Ce tribunal n'offre pas au défunt l'accès à l'au-delà mais garantit une survie pérenne dans la tombe grâce à l'exécution des rites funéraires. Ces rites, tout notable peut en être privé, après accusation d'un comportement contraire à la Maât ou à la volonté royale (comme lors d'une conspiration). Au Nouvel Empire, le jugement change d'optique. Désormais, pour tout défunt, en plus de la survie dans la tombe, il s'agit d'accéder à l'immortalité dans l'au-delà. Dans cette approche funéraire, le Tribunal d'Osiris devient le lieu où sont évalués les qualités et les défauts des nouveaux arrivants. Selon le Livre des Portes, le Tribunal est placé entre les cinquième et sixièmes heures de la nuit. Osiris trône sur une tribune en escalier en face d'une balance. Sur les marches gravissent les bienheureux justifiés. La scène est aussi connue par de nombreux exemplaires du Livre des Morts. Le procès est présidé par Osiris, assisté par ses sœurs Isis et Nephtys. Le cœur du défunt est placé sur un plateau de la balance et est pesé à l'aune de la Maât représentée, soit par une petite figurine de femme, soit par une plume d'autruche. La pesée est contrôlée par le chacal Anubis et le résultat est enregistré puis proclamé par Thot à tête d'ibis. Le cœur ne doit pas être plus lourd que la Maât et être exempt de toute mauvaise action. Le défunt doit justifier de ses actes au cours d'une déclaration d'innocence durant laquelle il affirme ne pas avoir commis une série de quarante-deux crimes et délits (blasphème, meurtre, fraudes, vols, prévarication). Chaque péché évité est déclamé devant l'un des quarante-deux assesseurs qui composent l'assemblée divine et chaque assesseur est issu de l'une des quarante-deux provinces du pays égyptien.

Tribunal d'Osiris
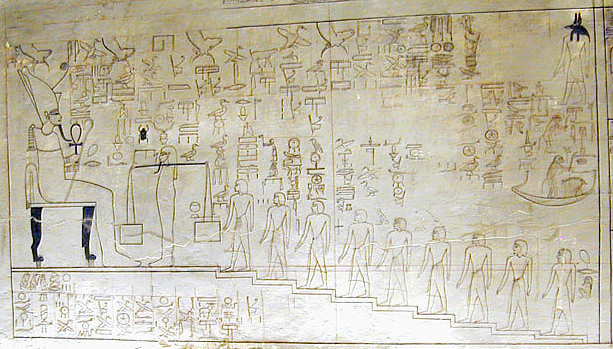
Livre des Portes - tombeau d'Horemheb - XVIIIe dynastie.
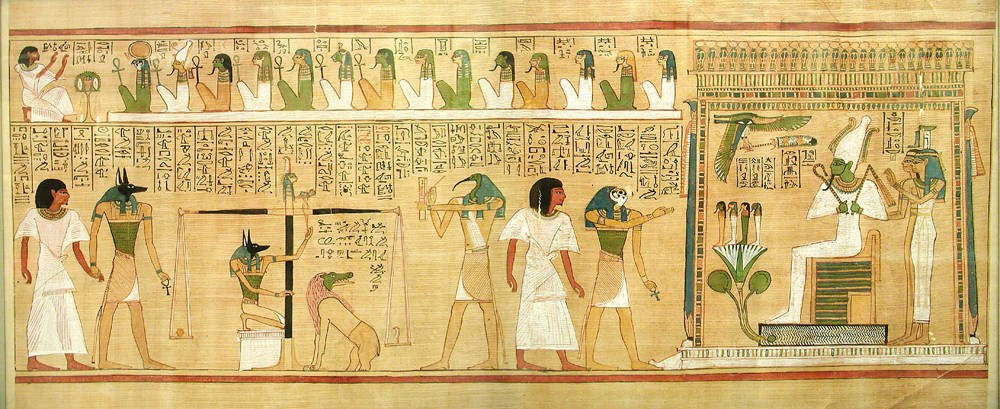
Chapitre 30 du Livre des Morts - Papyrus de Hounefer - XIXe dynastie - British Museum.

### Tombeau d'Osiris

#### Sarcophage osirien
Les illustrations du Livre des Morts qui représentent le Tribunal des morts dépeignent habituellement le dieu Osiris assis sur un trône et abrité dans ce qui ressemble à une sorte de dais. Il s'agit là d'une convention picturale qui cache le fait que le dieu est mort et que sa dépouille repose couchée dans son sarcophage. Ce dernier est constitué de deux coffres emboîtés l'un dans l'autre comme les Égyptiens avaient l'habitude d'en utiliser pour leurs morts. La momie de Toutânkhamon a ainsi été découverte dans trois cercueils gigognes déposés dans un sarcophage lui-même entourés par quatre chapelles successives en bois doré. Concernant le tombeau d'Osiris, les vignettes du Papyrus d'Ani représentent le cercueil extérieur tel un coffre vert avec des parois latérales élevées et un couvercle courbe selon le style en usage durant le Moyen Empire. Sur le couvercle courbe est couché le faucon momifié Sokar, le dieu funéraire de Saqqarah, entouré par douze serpents uræus. Le couvercle du cercueil intérieur est orné d'une frise d'uræus. Il est de plus supporté par deux colonnes formées par des fagots de papyrus.

Sarcophage
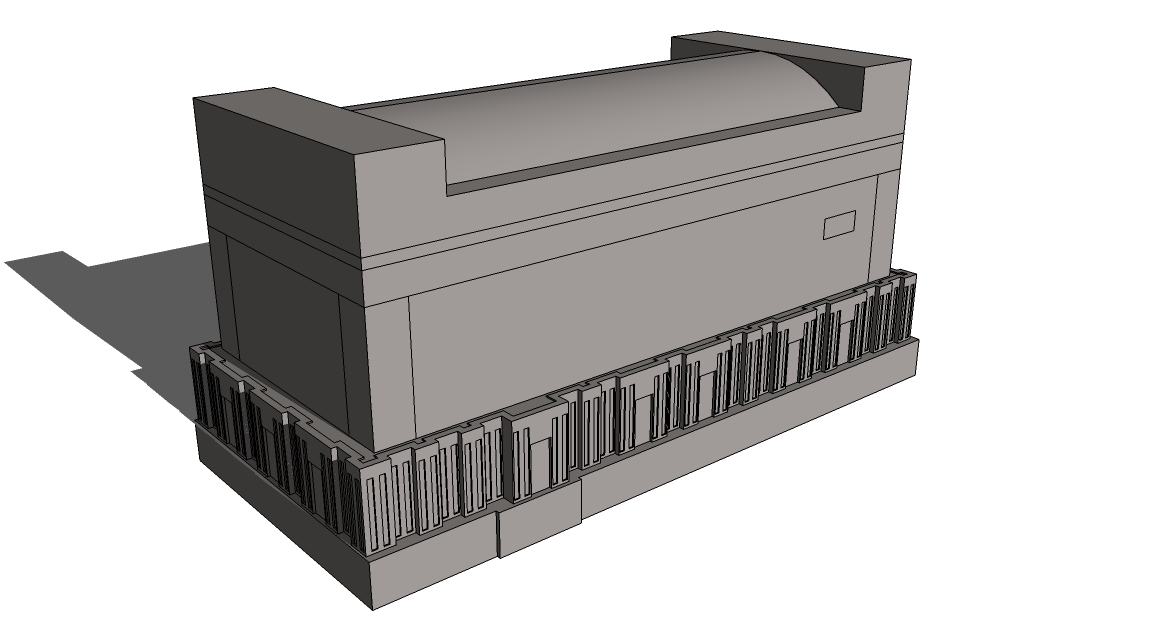
Sarcophage égyptien - Moyen Empire - image de synthèse.
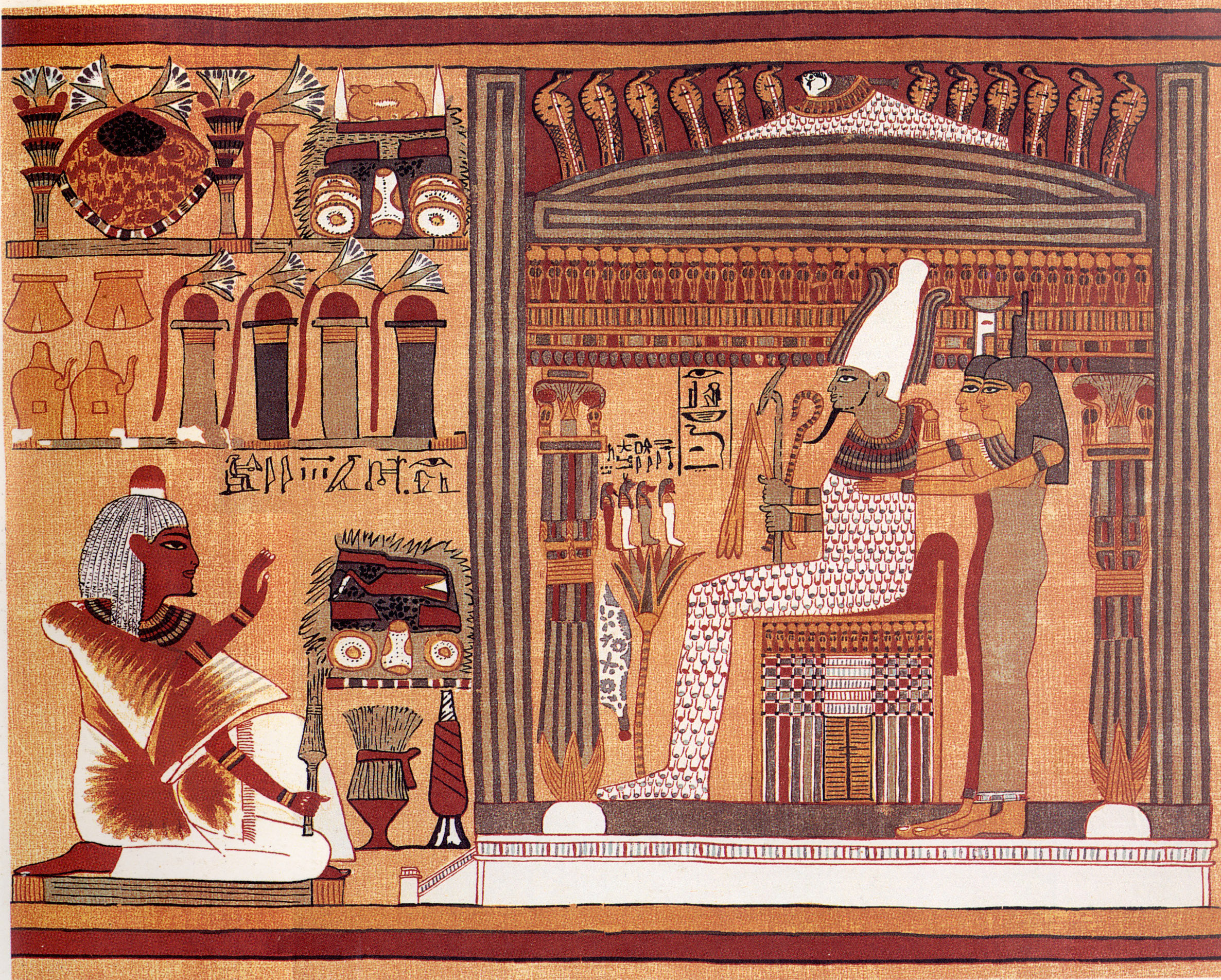
Ani devant le sarcophage d'Osiris - Papyrus d'Ani - Nouvel Empire.

#### Buttes pures
D'après le mythe osirien, le corps d'Osiris a été dépecé par Seth et les lambeaux de chairs ont été disséminés à travers le pays égyptien. Selon les versions, Isis ou Anubis ont entrepris la quête de ces membres disjoints afin de les rassembler. Le corps a été reconstitué mais pour troubler Seth, seize villes affirment détenir un lambeau momifié, tel une relique. Ces cénotaphes trouvent leur expression cultuelle dans les iat ouabet « Buttes pures ». Ces lieux sont aussi dénommés Abaton ou Osiréion par les égyptologues. Chacun d'eux se présente comme un sanctuaire enterré sous une colline plantée d'arbres. Au cours du premier millénaire avant notre ère, la popularité d'Osiris fait que leur nombre a augmenté, chaque ville d'importance voulant se rattacher théologiquement au dieu démembré. Tous les ans, du 12 au 30 du mois de Khoiak, les funérailles du dieu sont renouvelées lors de Mystères. Les rites consistent principalement à préparer et à inhumer des figurines momiformes dans ces cénotaphes. Le tout est ordonné selon les prescriptions du Rituel des Mystères. Dès le premier chapitre du Livre des Morts, le défunt se targue d'avoir participé à ces festivités : « Je suis le prêtre-ouâb à Busiris, et j'exalte Celui qui est dans le tertre. Je suis le prophète d'Abydos, le jour où le sol est haut. Je suis celui qui voit les mystères de Ro-Sétaou ». Ces sanctuaires sont naturellement présents dans l'au-delà. D'après le Livre des deux chemins, Ro-Sétaou est la région la plus inaccessible de l'au-delà. Là, repose le corps d'Osiris ou plutôt ses lymphes contenues dans la khetemet, une sorte de custode que le feu entoure. La relique est cachée dans les ténèbres et sous une montagne de sable mais, tout homme qui y arrive, « le souffle est dans son nez, il ne peut mourir jamais ». Ce même lieu est mentionné par le Livre de l'Amdouat à la cinquième heure. Le coffre-reliquaire est placé sous les regards endeuillés d'Isis et de Nephtys transformées en rapace tandis que le soleil en sort sous la forme du scarabée Khépri.

Buttes sacrées
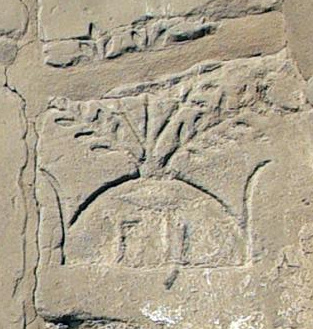
Représentation d'une Butte sacrée - Karnak.
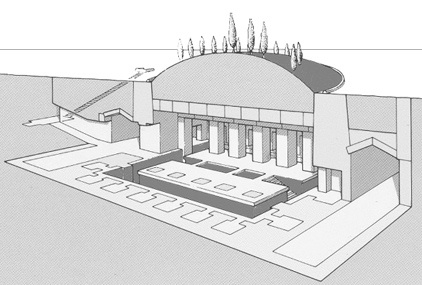
Restitution de l'osiréion d'Abydos.
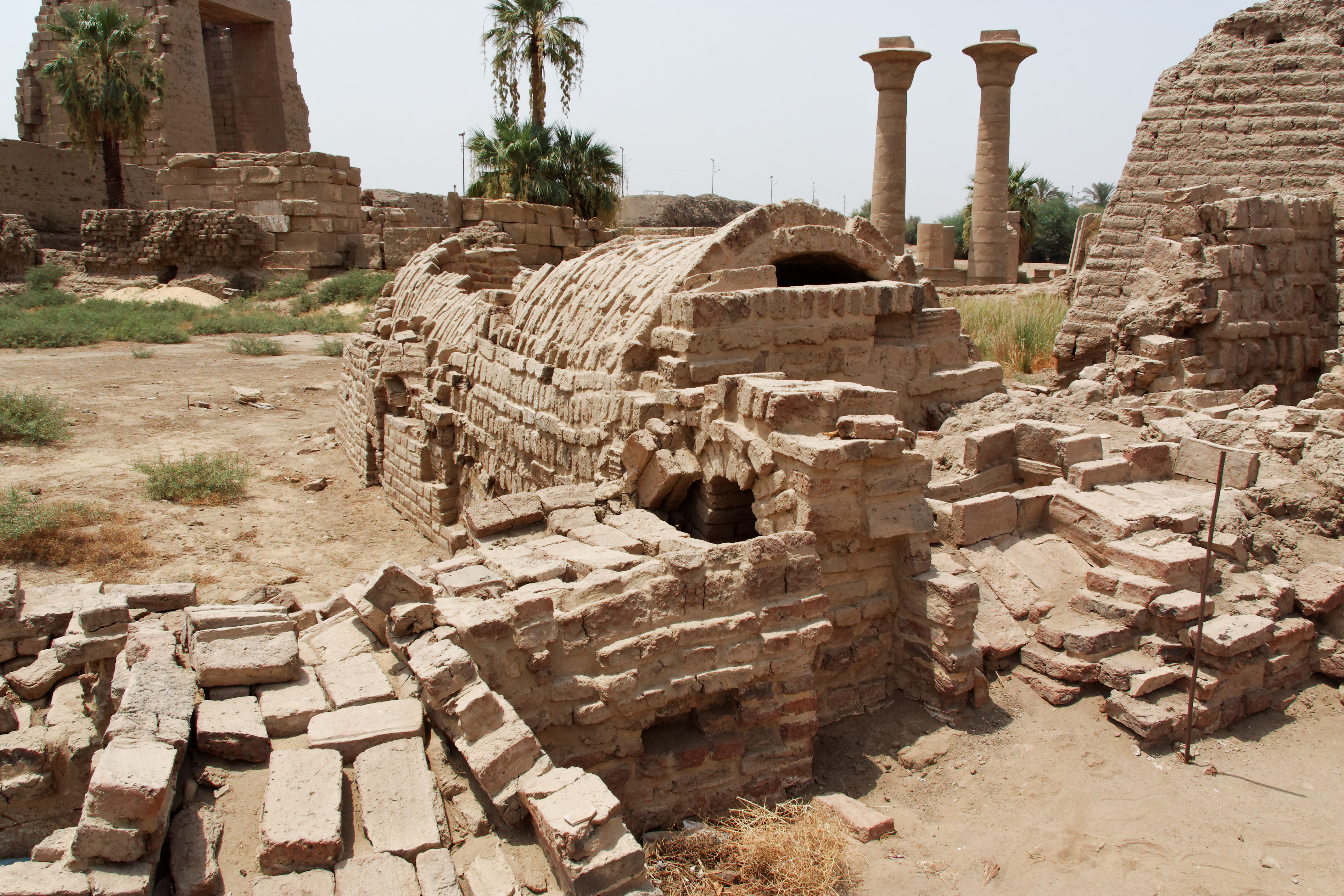
Vestiges de l'osiréion de Thèbes.

### Champ des Offrandes

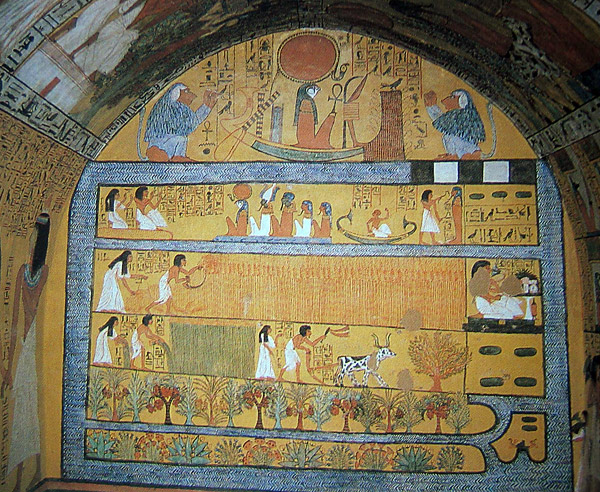
Champ des Roseaux - Tombe de Sennedjem - Nouvel Empire.

D'après les textes funéraires, l'un des souhaits des Bienheureux est de s'installer dans une campagne paradisiaque où tout n'est qu'abondance de nourritures. Les deux champs le plus souvent cités sont Sekhet hotep, le « Champ des Offrandes » et Sekhet iarou, le « Champ des Roseaux ». Comme le précise le Livre des Morts (chap. 110), le défunt veut « y devenir puissant, y devenir glorieux, y cultiver, y récolter et manger, y boire, y copuler et faire tout ce qui est fait sur terre ». Il ne veut surtout pas y périr et y être déçu mais y flâner et s'y reposer. Le terme sekhet est généralement traduit par « champ » ou « campagne » mais ces champs sont nettement liés à un milieu aquatique, aussi sekhet apparaît comme une terre marécageuse ou comme un marais navigable couvert de plantes d'eau. Les terrains cultivables peuvent être inondés ou remplis d'eau et on y trouve des îles. Aussi, le défunt s'y déplace en barque en pagayant. L'endroit est d'une fertilité prodigieuse. L'orge pousse à une hauteur de quatre coudées (≈ 2,10 m) et le blé, plus haut encore, à sept coudées (≈ 3,67 m). Dès la IVe dynastie, de rares inscriptions renseignent que le Champ des Offrandes est la destination des défunts. À partir du Moyen Empire, cette contrée fabuleuse est cartographiée et montrée comme un pays agricole traversé de part en part par des canaux. Une des plus anciennes illustrations figure sur le sarcophage de l'intendant Sepi, inhumé Deir el-Bersha et à présent conservé au Musée du Louvre. Selon des indications chiffrées livrées par cet artéfact, le Champ des Offrandes et ses canaux sont longs de mille itérou (≈ 10 470 km). Comme sur terre, les habitants vivent dans des villes, mais il n'y a ni cri, ni calomnies, ni choses mauvaises car tout cœur y est heureux. Les noms des cités évoquent la prospérité : Niout Ouret « Grande Ville », Ouakh « Surabondance », Nefereret Hotep « Belle Paix », Djefat « Ville des aliments », Hésat « Ville du lait ». De cette prospérité, chaque défunt en profite pleinement en recevant des offrandes journalières de pain, de bière, de viandes, de volailles, de galettes, de gâteaux et des tissus pour se vêtir. Proche des dieux, les morts participent à des processions et voient chaque jour Osiris, Rê ou Thot. Dès l'Ancien Empire, cette félicité est évoquée dans les mastabas des hauts dignitaires. Dans de larges scènes murales, ces derniers évoluent dans des marécages où les papyrus poussent drus. Debout sur des barques, ils pêchent des poissons, chassent l'hippopotame ou abattent des oiseaux au boomerang.

Chasse dans les marais
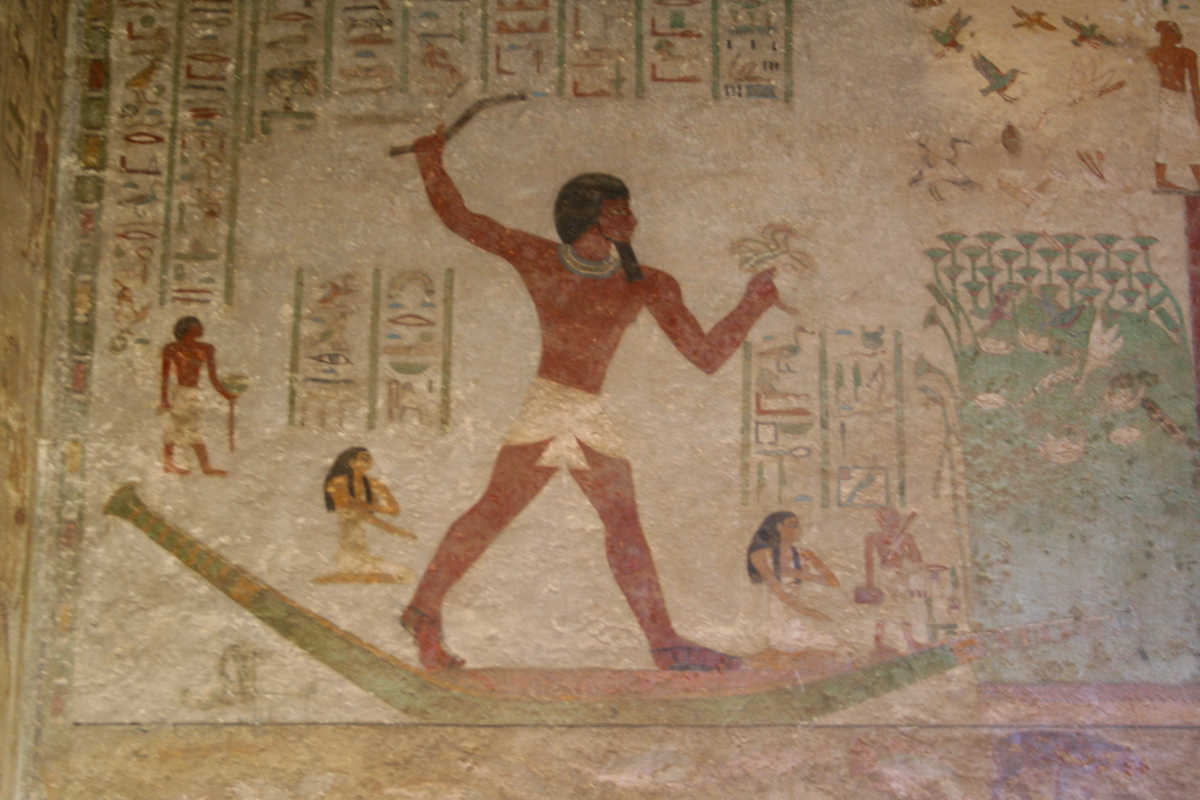
Tombe de Khnoumhotep II - Beni Hassan - XIIe dynastie.
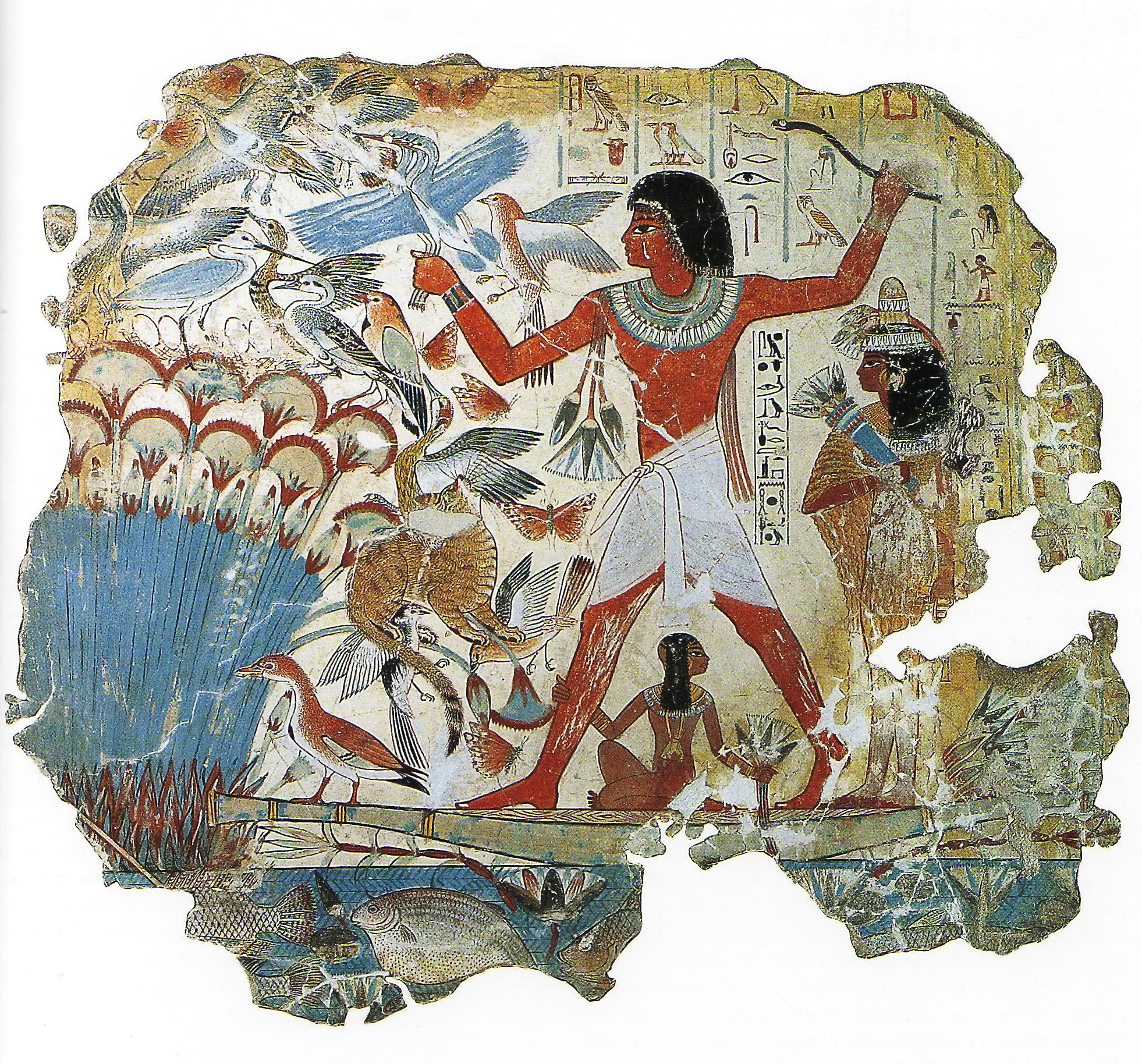
Tombe de Nebamon - Gournah - XVIIIe dynastie.

### Sycomore céleste

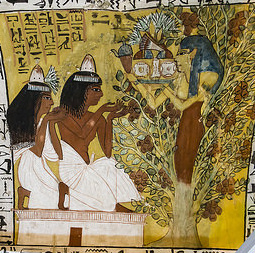
La déesse du sycomore - tombe de Sennedjem -.

Dans l'Égypte pharaonique, le sycomore (Figuier sycomore) est l'un des arbres les plus communs de la vallée du Nil. Appréciant les sols humides, il est planté isolément ou en petit groupe. Il ombrage les places de village et les puits ou pousse au bord du fleuve et des canaux d'irrigation. Son bois, de qualité médiocre, est utilisé en construction et sert à fabriquer sarcophages et statues. Dans le monde religieux et funéraire, le sycomore joue un rôle comme arbre sacré, espèce de jardin et siège de la déesse-arbre. À l'Ancien Empire, les défunts affirment avoir planté des arbres près de leur tombe : « je suis en effet allé à la nécropole, j'ai creusé un bassin de cent coudées de côté et il y a sur chacun dix sycomores ». Dans ce contexte, le bassin et le sycomore avec sa large frondaison sont le symbole du rafraîchissement que tout défunt espère. Ce thème se poursuit au Nouvel Empire et la stèle de la tombe de Hepou rapporte : « mon Ba sort, il a abondance sur terre, il parcourt son jardin autant qu'il le désire ; je prends forme, je sors au jour, je me rafraîchis sous les sycomores que Nout élève, je bois à volonté, je ne suis pas repoussé par les gardiens des portes de la douât de l'Occident ». À partir de la XVIIIe dynastie, le sycomore est progressivement isolé en tant qu'habitat d'une déesse généreuse. Cette dernière est le plus souvent Nout ou Hathor mais elle peut aussi porter les identités d'Isis, de Neith, de Nephtys ou de Khefethernebes. Quelques passages des Textes des sarcophages semblent évoquer la déesse-arbre mais elle n'est représentée qu'à partir du Nouvel Empire dans le Livre des Morts. Dans les tombes des particuliers, la déesse-arbre est très répandue. Les représentations sont très diverses aussi peut-elle être montrée émergeant hors du feuillage ou faire corps avec le tronc. En tant que mère, arbre et déesse du ciel, la déesse du sycomore procure fraîcheur, boissons et aliments : « sous moi, tu te rafraîchis sous mes branches, tu te rassasies de mes offrandes, tu vis de mon pain, tu bois de ma bière, je fais que tu t'allaites de mon lait, que tu vives et te maintiennes en vie grâce à mes seins, la joie et la santé sont en eux ». Aussi, la déesse-sycomore, plus qu'un lieu situé dans l'au-delà est le symbole de l'au-delà dans son entièreté ; le ciel nocturne où le défunt connait une seconde gestation : « Ta mère te procure la vie, elle te place à l'intérieur son ventre où elle te conçoit ; elle reçoit la constellation dans ses bras comme hier ; les Infatigables te convoient, les Indestructibles t'accueillent ».

### Lac des Chacals

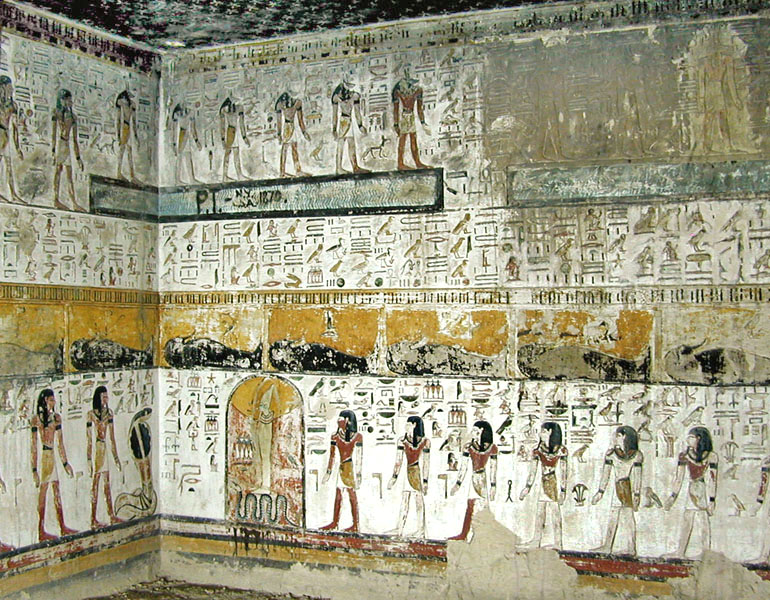
Lac de la Vie gardé par des chacals - Livre des Portes - KV17 -.

Les différents corpus funéraires mentionnent une série de lacs situés dans les contrées de l'autre monde. Le défunt les traverse, y navigue, y pêche ou y descend pour se purifier. Ainsi, selon le Livre des deux chemins, la route de terre qu’empruntent les défunts est bordée de plusieurs lacs ou bassins ; she en langue égyptienne. L'idéogramme servant à écrire ce mot semble montrer un bassin rectangulaire creusé par la main de l'homme plutôt qu'une étendue d'eau naturelle. Donc, la surface de ces lacs devait être assez réduite ; de l'ordre de l'étang dans un jardin ou d'une pièce d'eau dans une exploitation agricole. Les Textes des pyramides rapportent l'existence du She-sab, le « Lac du Chacal » ; aussi dénommé She-sabou le « Lac des Chacals ». Dans un passage, le pharaon défunt après s'être purifié dans les eaux du She-en-ânkh ou Lac de la Vie, en ressort transformé en Oupouaout, un dieu canin bien connu. Cependant, dans la plupart des mentions, le but n'est pas la transformation en chacal mais la purification. Dans une autre mention, Oupouaout est invoqué pour laver le pharaon dans le Lac du Chacal dans lequel se purifient les dieux. Plusieurs extraits mentionnent ce lac en le juxtaposant avec le Lac de la Douât où Horus lave et purifie le roi et son Ka. Cette même juxtaposition se retrouve au Nouvel Empire dans le rituel de l'Ouverture de la bouche. Dans certaines mentions les deux lacs sont complémentaires puisque le défunt est lavé dans l'un et son Ka dans l'autre. Toujours au Nouvel Empire, le Lac des chacals se trouve mentionné dans le Livre des Portes à la quatrième heure de la nuit. Là, est décrit un lac au-dessus duquel est représentée une série de douze hommes à tête de chacal. Ces êtres sont mentionnés comme les chacals qui sont dans le Lac de la Vie. Ce lac, les âmes des morts ne l'approchent pas car Rê l'a ordonné ainsi. Cependant, lui y entre pour s'y purifier. Non loin, l'astre entre dans le Lac des Uræus gardé par douze serpents. Ces douze chacals et ces douze uræus sont à rapprocher de ceux qui sont parfois figurés en train de haler la barque solaire à travers l'au-delà. Par ailleurs, ces chacals-sabou sont aussi connus sous le nom de sethaou « Ceux qui tirent », d'après un verbe qui signifie précisément « haler une barque ».

### Banc de sable d'Apophis

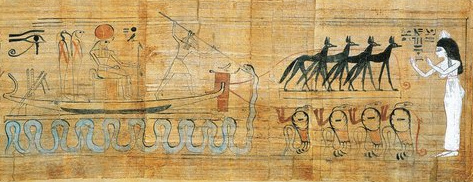
Seth luttant contre Apophis pour défendre la barque solaire - Papyrus de Hérouben -.

Avec ses paysages de déserts rocailleux et de terres humides, l'Égypte antique est une contrée où pullulent les serpents comme les vipères à cornes ou les cobras. Déjà sous l'Ancien Empire, le pharaon défunt craint les reptiles et leurs terribles morsures. Pour lui venir en aide, plusieurs formules apotropaïques ont été intégrées dans les Textes des pyramides. À partir de la Première Période intermédiaire, l'immense serpent Apophis vient à incarner l'ensemble des forces du chaos. Hostile à Rê, il menace incessamment la Création. Au crépuscule, quand l'astre solaire s'enfonce dans l'au-delà, le combat d'Apophis contre Rê reprend jusqu'à l'aube suivante. Durant les douze heures nocturnes, les dieux mettent d'importants moyens contre Apophis. Mais, appartenant à l’incréé, il ne peut être tué et le combat recommence la nuit suivante. D'après le Livre de l'Amdouat durant la septième heure, Apophis tente de faire chavirer la barque solaire en prenant l'apparence d'un banc de sable. En égyptien ancien, le même mot désigne le « dos » et le « banc de sable ». Aussi, pour la barque, s'agit-il de « passer sur » le dos ou d'« échapper à » ce haut-fond d'Apophis qui menace sa progression. Dans le Livre des Portes, le combat des dieux contre le serpent est incessant. Durant la troisième heure, Atoum le transperce de sa lance ; durant la cinquième, il doit être maîtrisé et retenu ; durant la dixième, des filets de chasse le tiennent en respect ; durant la onzième, il est entravé et découpé ; durant la douzième, il est enchaîné. Dans l'au-delà, pendant que les dieux ont maille à partir avec Apophis, sur terre, les prêtres au sein des temples participent au combat en prononçant les incantations du Livre du renversement d'Apophis. Suivant les prescriptions, lors d'une longue veillée d'envoûtement, une figurine de cire représentant Apophis est maudite et mutilée puis piétinée et brûlée.

### Fosses ardentes

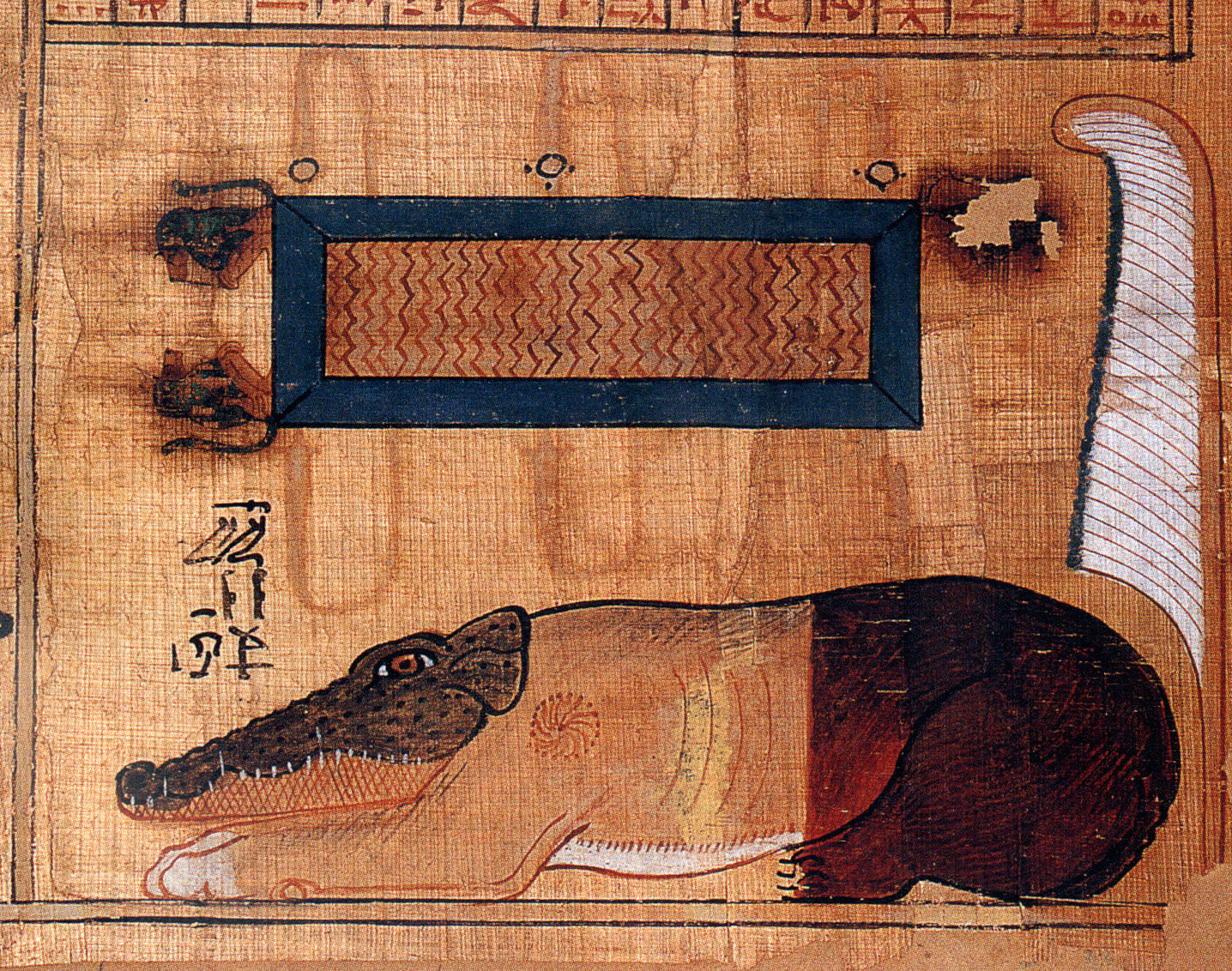
Ammit couchée près du Lac des flammes - Papyrus de Nebqed - XVIIIe dynastie - Musée du Louvre.

Tout au contraire des Bienheureux promis aux délices du Champ des Roseaux, les damnés égyptiens doivent endurer les pires tourments. Tous les vivants qui se sont éloignés des préceptes de la Maât sont proclamés ennemis d'Osiris et de Rê. D'après le Livre des Portes, Bienheureux et damnés sont séparés dès leur entrée dans l'au-delà (deuxième heure de la nuit). Les méchants avancent ligotés, les bras entravés par de solides cordes. Ils sont destinés au lieu de l'anéantissement car leurs appels en faveur du mal sont portés à leur débit. Pour tout défunt, la plus grande peur est d'être considéré comme un malfaiteur et d'être attrapé au lasso pour la salle d'abattage. Tous veulent échapper aux bouchers aux doigts pointus, aux tueurs aux couteaux douloureux et ne veulent pas être précipité dans un chaudron ou une fosse ardente. D'après le Livre de l'Amdouat, la onzième région du monde souterrain est le lieu de ce massacre. Horus est debout devant six fosses d'où aucun damné ne peut s'enfuir. Chaque fosse est placée sous la responsabilité d'une terrible déesse chargée d'étriper et d'enflammer les damnés. Non loin, une septième fosse, plus grande, contient les corps ensanglantés des ennemis d'Osiris. Selon le Livre des Portes dans la troisième région se trouve un lac de feu. Ambivalent, ses eaux nauséabondes brûlent les cadavres des damnés mais donnent de l'orge aux Bienheureux en quête de nourritures. Dès l'Ancien Empire, les animaux dangereux sont les instruments du châtiment divin dans des formules de malédiction. Dans la tombe de l'artisan Petety à Gizeh, le fauteur de trouble est promis aux mâchoires du crocodile, à celles de l'hippopotame et à celles du lion. Au Nouvel Empire, ces trois animaux, mis ensemble, constituent les parties du corps d'Ammout, la dévoreuse des pécheurs. Lors de la pesée du cœur, la présence de cette chimère près de la balance évoque le sort réservé aux damnés. Dans le Roman de Setné, une glose explique ainsi que : « celui dont les torts seront trouvés plus nombreux que les mérites, de sorte qu'il soit livré à la Dévoreuse du Maître de l'Occident, son âme sera anéantie avec son corps et il ne lui sera jamais permis de respirer ».

## Dieux-gardiens

### Portiers

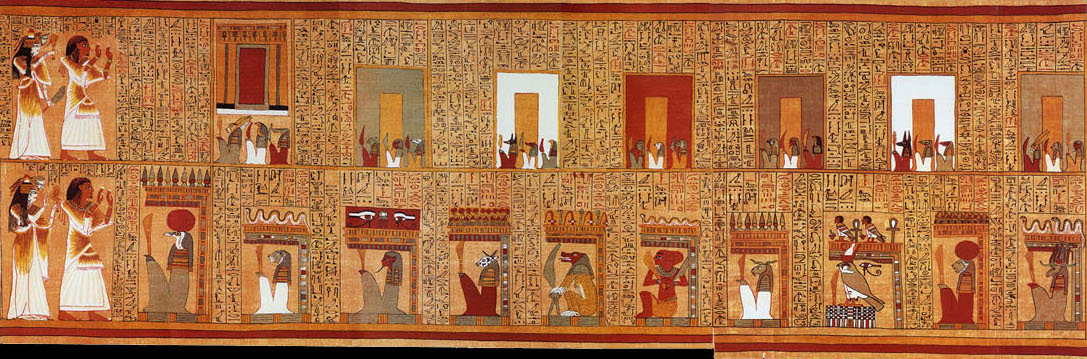
Formules 147 et 146 du Livre des Morts - Papyrus d'Ani - Nouvel Empire - British Museum.

L'au-delà égyptien est un lieu de passage où les Bienheureux sont constamment en mouvement. Dès le XXIVe siècle, avec les Textes des pyramides, le prêtre liturgiste souhaite au pharaon défunt de voir s'ouvrir les portes lors de son passage vers l'autre monde : « Ouvre donc les deux vantaux de la porte d'Aker et fais donc ouvrir les deux vantaux de la porte de Geb afin que tu puisses sortir à la voix d'Anubis ». Par la suite, la thématique de la traversée des portes est une constante des textes funéraires. Le terme égyptien le plus souvent utilisé est arryt. Il désigne une porte ou plus exactement un passage d'une certaine étendue, un défilé. S'ajoute aussi la notion de salle de jugement ou de salle d'audience. Les portes de l'au-delà sont étroitement surveillées par des gardiens monstrueux armés de longs couteaux. Leurs figures sont imaginées à tête de chien, de lionne, de tortue, de crocodile, de bovidé, etc. Chaque passage est un examen d'entrée où le défunt doit prouver ses connaissances ésotériques en prononçant le nom des surveillants et en récitant des hymnes aux dieux. Cette notion de passage prend corps dans le Livre des deux chemins où sont constamment évoqués des portiers ou des gardiens de méandres et d'étangs. Dans le Livre des Morts, une série de formules est consacrée à ce sujet. Sept portes sont évoquées dans le chapitre 144, chacune d'elles ayant un gardien, un préposé et un rapporteur. Les chapitres 145 et 146 font successivement référence aux vingt-et-un porches du Champ des Roseaux tandis que le chapitre 147 parle de sept autres portes. Dans le même genre, les chapitres 149 et 150 renseignent respectivement sur quatorze et quinze buttes, toutes hantées par des êtres menaçants. D'après le Livre de l'Amdouat, le monde souterrain est constitué de douze régions. Chacune d'elles est séparée de la suivante par une porte. Cette donnée est reprise par le Livre des Portes. Là, l'autre monde est ponctué par douze gigantesques portails auxquels sont assignés des gardiens-serpents, à l'image de Teka-her, le gardien de la quatrième heure.

### Passeurs

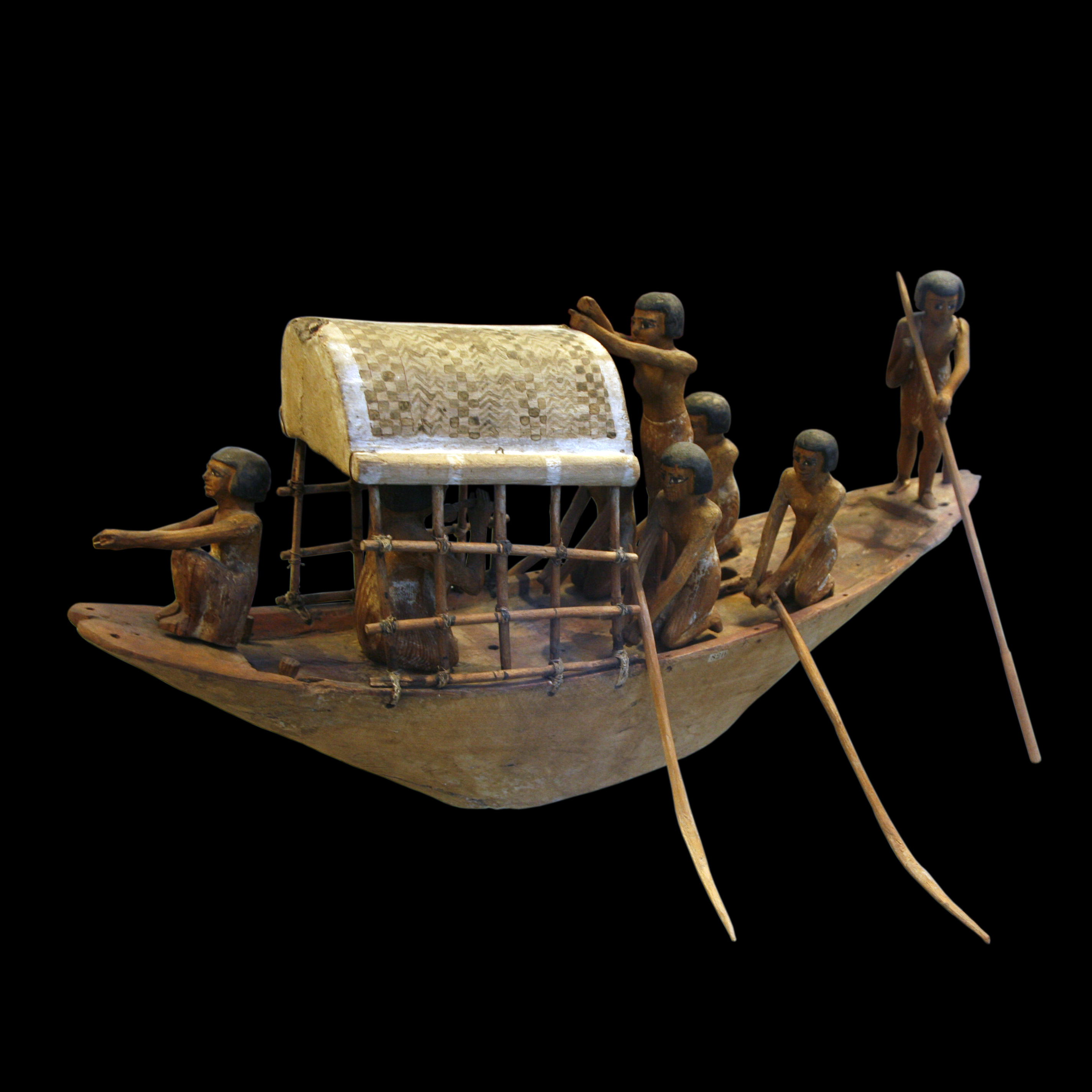
Modèle réduit d'une embarcation - Bois stuqué et peint - Musée du Louvre.

Chargé de faire traverser les morts à travers le fleuve Styx, le nocher Charon est une figure connue de la mythologie grecque. Bien avant les premières attestations de ce personnage, les Anciens Égyptiens ont imaginé l'existence de tels passeurs. Le thème du passeur et de sa barque apparaît dès les Textes des pyramides. L'égyptologue Christian Jacq a recensé dans ce corpus les mentions d'une cinquantaine de passeurs comme Mahaef « Celui qui regarde derrière lui », Âqen « Le Vigilent » ou Maaemheref « Celui qui voit avec son visage ». Le défunt, roi ou particulier, se présente devant un de ces passeurs et lui demande de lui faire franchir un cours d'eau afin de l'amener dans un lieu paradisiaque. Cette thématique s'enrichit et se développe ensuite dans les Textes des sarcophages puis dans les exemplaires du Livre des Morts. Dans nombre de textes de cette tradition, le passeur est assoupi près d'un embarcadère et le défunt doit d'abord passer par un intermédiaire chargé de le réveiller. Cette notion de traversée a évidemment été inspirée de la géographie de l'Égypte antique. Du sud au nord, le pays est traversé par le Nil tandis que le delta marécageux est un lacis et un enchevêtrements de cours d'eau et de canaux. En l'absence de tout pont, le bac est de fait le seul moyen de gagner la rive d'en face. Les relations entre le défunt et le passeur sont cependant tendues et ce dernier pourrait ne pas l'embarquer. S'engage alors un dialogue où le défunt prouve ses compétences dans un jeu de questions-réponses. Quelquefois, il est dit au défunt que la barque est démontée et qu'elle doit être recomposée. Dans un dialogue initiatique, le défunt doit alors identifier chaque partie concrète du navire à un personnage divin ou à une référence mythologique. Par là, il prouve sa connaissance de l'au-delà et sa capacité de s'y intégrer en tant qu'esprit-Akh. Face aux demandes du défunt, le passeur se montre généralement réticent et fait preuve de mauvaise foi. Mais, en se montrant récalcitrant, le passeur joue pleinement son rôle de gardien et de protecteur de l'autre monde.

### Pêcheurs et oiseleurs

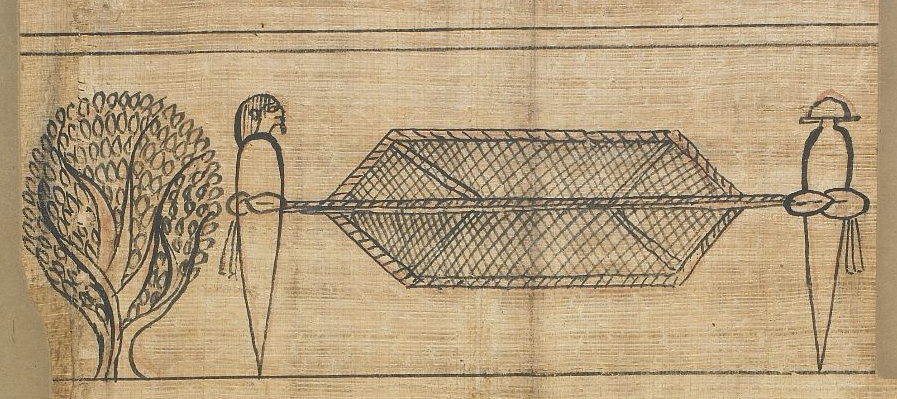
Filet de chasse aux oiseaux - illustration du chapitre 153A du Livre des Morts.

La pêche et la chasse dans les marécages nilotiques sont à l'époque pharaonique des activités majeures de l'économie du pays. Dès l'Ancien Empire, des scènes montrent des oiseleurs et des pêcheurs dans leurs activités respectives. Pour capturer un grand nombre d'oiseaux aquatiques, la chasse au filet est une technique éprouvée. Un filet hexagonal constitué de deux parties rabattantes est posé sur une étendue d'eau puis les oiseaux sont attirés par des appeaux. Le filet rempli, au signal de leur chef, les oiseleurs cachés dans les fourrés, tirent sur des cordes et les panneaux du filet se renferment sur une multitude de volatiles. Technique assez similaire, la pêche à la senne consiste à capturer les poissons en les encerclant à l'aide d'un filet garni de flotteurs et de lests. Dans les Textes des sarcophages et le Livre des Morts, ces activités sont transposées dans l'au-delà. Sous la direction de Mahaef, aussi connu pour ses activités de passeur, un gigantesque filet draine tout ce qui vient à sa rencontre car « les flotteurs arrivent jusqu'au ciel et les poids jusqu'à terre ». Les pêcheurs sont les Akerou, les ancêtres de Rê et les Temenou, les ancêtres de Geb. Dans les vignettes du Livre des Morts, ces êtres sont représentés comme des hommes mais ils apparaissent aussi sous la forme de babouins. Le défunt craint d'être pris au piège : « vous qui circulez au milieu de l'onde, vous ne me prendrez pas dans ce filet qui est le vôtre ». Métaphoriquement, les oiseaux et les poissons sont considérés comme des damnés destinés à être capturés : « vous ne me prendrez pas dans votre filet, vous ne me piégerez pas dans vos mailles dans lesquelles vous prenez les morts affalés et dans quoi vous oiselez les morts-errants ». Pour échapper à la capture, le défunt doit prouver qu'il n'est pas un ignorant des choses religieuses. Comme pour la barque du nocher, toutes les pièces du filet sont identifiées à une divinité : « Je connais le nom de la navette qui s'y trouve : c'est le grand doigt de Sokar ; je connais la cheville qui s'y trouve : c'est la jambe de Chesmou ; je connais la valve qui s'y trouve : c'est la main d'Isis ». Selon le Livre des Portes, dans la dixième région de l'au-delà, la barque solaire chemine sous la protection de filets que tiennent quatorze dieux. Leur magie sert à ensorceler Apophis pour que Rê puisse passer et naviguer vers l'horizon oriental.

## Croyances funéraires

### Cultes des ancêtres

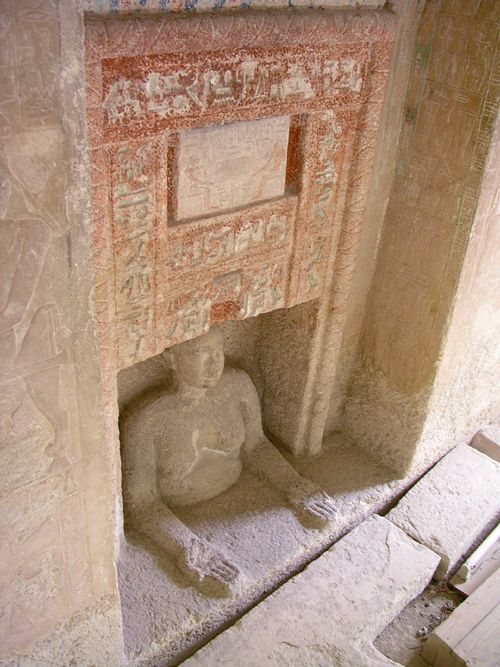
Mastaba d'Idou - Gizeh -. Le défunt tend les mains en attente d'une offrande.

Dans l'Égypte pharaonique, les vivants n'ont cessé d'entretenir des relations étroites avec leurs défunts. De ce fait, de nombreux documents archéologiques renseignent de l'implication des défunts, en bien ou en mal, dans les affaires terrestres. Depuis l'au-delà, les morts ont une influence dans l'ici-bas puisqu'ils sont considérés comme responsables des maladies, des décès infantiles, des troubles familiaux et des cauchemars. Dès l'Ancien Empire, depuis son mastaba, le défunt encourage ses descendants à perpétuer son culte funéraire en promettant d'intercéder favorablement : « quant à tout homme qui entrera dans cette mienne tombe en état de pureté (…), je serais son secours dans la campagne, et on ne laissera pas arriver aucune chose qu'on déteste, jamais. Je dis cela à toute ma famille ». Au contraire, pour le déprédateur sont promis les pires maux : « Je vais saisir son cou comme celui d'un oiseau, je vais répandre la terreur que j'inspire parmi tous les vivants sur terre » et « je vais encore repousser leurs conjoints sur la terre et je ne permettrai pas que leurs demeures soient fondées, je ne les ferai pas vivre ». Au Nouvel Empire, le sage Ani professe à son fils que le vol du bétail, le grain qui manque et la désunion familiale ont pour origine la colère d'un esprit.
Après sa mort, le chef d'une maisonnée devient une sorte de « saint patron ». Une partie de la prospérité familiale est mise à sa disposition pour approvisionner les offrandes du culte (nourriture, boissons, vêtements). En échange, depuis l'au-delà, il protège ses descendants et ses obligés de tout trouble. Il favorise, en outre, l'harmonie de la maisonnée et la naissance de nouveaux héritiers mâles. Les relations entre morts et vivants sont régulées par les rites. Ceci pour que les premiers ne se montrent pas trop intrusifs dans l'existence des seconds. Comme l'indiquent les textes funéraires, les morts ont le droit de circuler mais seulement autour du tombeau où ils doivent nécessairement retourner : « Approche-toi de moi, avance vers moi, ne reste pas loin de ta tombe », dit le fils à son père défunt. Pour que les bonnes relations perdurent se tiennent diverses célébrations hebdomadaires, mensuelles et annuelles en l'honneur des défunts. Là, les vivants pacifient leurs morts en procédant, à nouveau, aux rituels sakhou effectués la première fois lors de l'inhumation. Le but est de les rendre inoffensifs et bienveillants ; sahotep en égyptien. Toutefois, le fait de pacifier un défunt n'amoindrit en rien sa capacité de nuisance. Tout mort reste potentiellement dangereux. La moindre défaillance humaine peut déclencher une colère surnaturelle. Inversement, un vivant peut blâmer un défunt ; par exemple dans une lettre aux morts.

### Divination

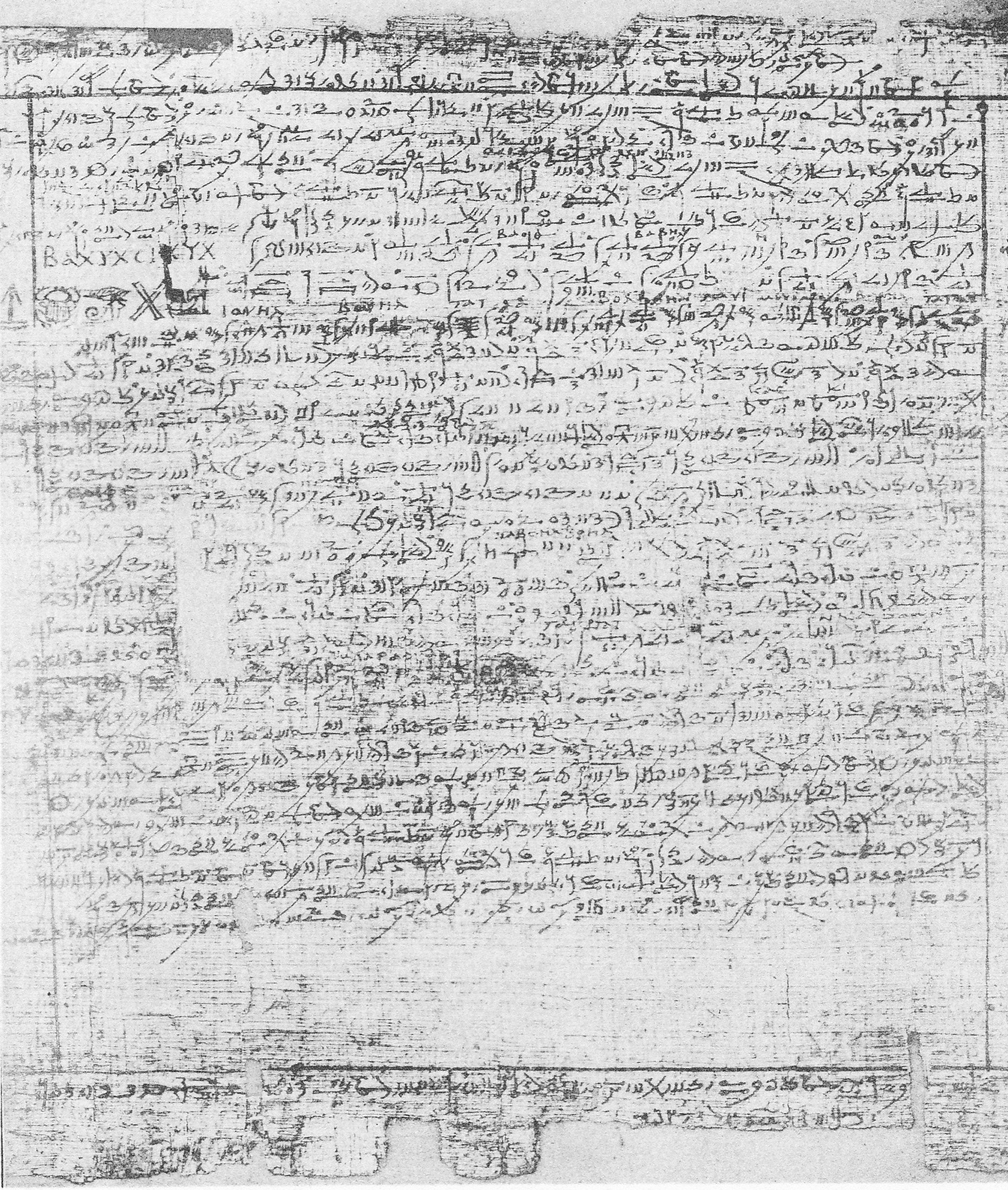
Colonne du Papyrus magique démotique de Londres et de Leyde - IIIe siècle - British Museum.

Pour découvrir l'origine inconnue d'un fait étrange, les Égyptiens ont élaboré des arts divinatoires afin d'interroger les dieux et les défunts. Les questions posées aux êtres de l'au-delà sont très diverses : avenir professionnel, passé lointain, cause d'une maladie, manifestation d'un revenant, nom de l'auteur d'un méfait. L'expression peh-netjer « atteindre le dieu » désigne ces techniques surnaturelles. Les plus anciennes attestations remontent à la XXe dynastie. Par exemple, sous Ramsès IX, quand un ouvrier de Deir el-Médineh est absent de son travail parce qu'il consulte un dieu. Des grimoires magiques très tardifs, datés de l'époque gréco-romaine, en démotique ou en grec, nous renseignent sur les moyens utilisés. Lors de séances divinatoires, l'esprit interrogé fait connaître sa présence, soit directement lors d'une extase du magicien (théurgie), soit indirectement en apparaissant dans un instrument matériel comme la flamme d'une lampe à huile (lampadomancie) ou l'eau d'un bol (lécanomancie) ou encore, en animant un jeune et chaste médium en état de possession ou de transe. Le dieu, sans apparaître, peut aussi se manifester en animant un objet en lui imprimant certains mouvements. Cette dernière technique est surtout attestée dans les temples lors de séances oraculaires où la réponse divine, favorable ou défavorable, est donnée par l'interprétation des mouvements de la barque processionnelle. Dans certains invocations, Anubis sert d'intermédiaire entre le monde terrestre et l'au-delà. Le magicien demande au dieu de tenir son rôle de psychopompe et lui ordonne de faire venir les esprits depuis l'autre monde tels des invités à un repas. Dans d'autres cérémonials, ce rôle est dévolu à Seth-Typhon auquel le praticien s'identifie en récitant des hymnes. Selon que le magicien désire faire venir tel ou tel esprit, les prescriptions rituéliques sont modifiées. Pour faire venir l'esprit d'un condamné, la mèche à feu doit être prélevée sur une voile, pour un bienheureux une amulette de cristal doit être jetée au feu, pour un noyé un crabe, pour un voleur du safran et de l'alun. Une pareille rencontre divinatoire est narrée dans l’Histoire du revenant, un conte de l'époque ramesside. Après avoir invoqué « les dieux du ciel, les dieux de la terre, ceux du sud, ceux du nord, ceux de l'ouest, ceux de l'est, les dieux de l'autre monde, leur disant : Faites que vienne à moi l'esprit », le grand-prêtre Khonsouemheb contacte le défunt Nioutbousemekh, mort depuis des siècles et fâché d'avoir une tombe en ruine.

### Dictionnaires
- Yvonne Bonnamy et Ashraf Sadek, Dictionnaire des hiéroglyphes, Arles, Actes Sud, 2010, 986 p. (ISBN 9782742789221).
- Maria Carmela Betrò, Hiéroglyphes : Les mystères de l'écriture, Paris, Flammarion, 1995, 251 p. (ISBN 208012465X).
- Jean-Pierre Corteggiani (ill. Laïla Ménassa), L'Égypte ancienne et ses dieux, dictionnaire illustré, Paris, éditions Fayard, 2007, 589 p. (ISBN 9782213627397).

### Traductions
- Damien Agut-Mabordère et Michel Chauveau, Héros, magiciens et sages oubliés de l'Égypte ancienne : Une anthologie de la littérature en égyptien démotique, Paris, Les Belles Lettres, coll. « La Roue à livres », 2011, 396 p. (ISBN 9782251339610).
- Paul Barguet, Le Livre des Morts des Anciens Égyptiens, Paris, Éditions du Cerf, 1967, 307 p. (ISBN 2204013544).
- Paul Barguet, Textes des Sarcophages égyptiens du Moyen Empire, Paris, Le Cerf, 1986, 725 p. (ISBN 2204023329).
- Claude Carrier, Textes des Sarcophages du Moyen Empire Égyptien, Éditions du Rocher, coll. « Champollion », 2004, 2732 p. (ISBN 226805229X) en 3 volumes.
- Claude Carrier, Le Livre des Morts de l'Égypte ancienne, Paris, Cybèle, 2009, 879 p. (ISBN 9782915840094).
- Claude Carrier, Grands livres funéraires de l'Égypte pharaonique, Paris, Cybèle, 2009, 547 p. (ISBN 9782915840087).
- Claude Carrier, Textes des Pyramides de l'Égypte ancienne, Paris, Cybèle, 2009-2010 (ISBN 9782915840100) en 6 volumes.
- André Fermat, Le livre des deux chemins : Un texte fondamental de la spiritualité égyptienne, Paris, Maison de Vie Éditeur, coll. « Égypte ancienne », 317 p. (ISBN 9782909816906).
- Gustave Lefebvre, Romans et contes égyptiens de l'époque pharaonique, Paris, Maisonneuve, 1976, 233 p.
- François Lexa, La magie dans l'Égypte antique, Paris, Librairie Geuthner, 1925, en 3 tomes.
- François Schuler, Le Livre de l'Amdouat, Paris, Librairie José Corti, coll. « Merveilleux », 2005, 309 p. (ISBN 2714308864).
- Alessandro Roccati, La littérature historique sous l'Ancien Empire égyptien, Paris, Le Cerf, 1982 (ISBN 2204018953)

### Études
- Jan Assmann (trad. Nathalie Baum), Mort et au-delà dans l'Égypte ancienne [« Tod und Jenseits im alten Ägypten »], Monaco, Éditions du Rocher, coll. « Champollion », 2003, 684 p. (ISBN 2268043584).
- Nathalie Baum, Arbres et arbustes de l'Égypte ancienne, Louvain, Peeters, 1988, 381 p. (ISBN 9789068312027).
- Susanne Bickel, « D'un monde à l'autre: le thème du passeur et de sa barque dans la pensée funéraire », D'un monde à l'autre. Textes des pyramides & textes des sarcophages, IFAO Bibliothèque d'études, no 139,‎ 2004, p. 91 à 117 (ISBN 2724703790).
- Marie-Astrid Calmettes, « La dernière scène du Livre des Portes », Égypte, Afrique et Orient, n°39, Avignon,‎ 2005, p. 47-58 (ISSN 1276-9223).
- Collectif, Le Livre des Morts égyptiens ou Livre de sortir au jour, Égypte, Afrique et Orient n°43, octobre 2006, 64 p. (ISSN 1276-9223).
- Laurent Coulon (éd.), Le culte d'Osiris au Ier millénaire av. J.-C. : Table ronde Internationale-Lyon-2005, Le Caire, IFAO, 2010, 322 p. (ISBN 9782724705713).
- Edmund Dondelinger (trad. Marcelle Rognon), Papyrus d'Ani, Ph. Lebaud, 1991 (ISBN 2865940314).
- (en) Sylvie Donnat, Contacts with the dead in Pharaonic Egypt : Ritual relationships and dead classification, Strasbourg, Université Marc Bloch, 11 p. (lire en ligne).
- Sylvie Donnat Beauquier, Écrire à ses morts : Enquête sur un usage rituel de l'écrit dans l'Égypte pharaonique, Grenoble, Éditions Jérôme Millon, coll. « Horos », 2014, 288 p. (ISBN 9782841372522).
- (en) Terence DuQuesne, The Jackal Divinities of Egypt I : From the Archaic Period to Dynasty X, Londres, Darengo, coll. « Oxfordshire Communications in Egyptology » (no VI), 2005, 566 p. (ISBN 1871266246).
- Françoise Dunand, « Des corps sortis du temps : Techniques de conservation des corps dans l'Égypte ancienne », dans La mort et l'immortalité. Encyclopédie des savoirs et des croyances, Bayard, 2004 (ISBN 2227471344), p. 325-346.
- Françoise Dunand et Christiane Zivie-Coche, Hommes et Dieux en Égypte, Paris, Éditions Cybèle, 2006, 491 p. (ISBN 9782915840025), « La mort viendra », p. 212-264.
- Philippe Flandrin, Patrick Chapuis et Aude Gros de Beler, Mastabas de l'Égypte ancienne : Le maître du tombeau, Arles, Actes Sud, 2012, 235 p. (ISBN 9782330012274).
- Nadine Guilhou et Janice Peyré, La mythologie égyptienne, Marabout, 2006, 414 p. (ISBN 2501050258).
- Max Guilmot, « Les Lettres aux morts dans l'Égypte ancienne », Revue de l'histoire des religions, t. 170, no 1,‎ 1966, p. 1-27 (lire en ligne).
- Erik Hornung, Les Textes de l'au-delà dans l'Égypte ancienne, Monaco, Le Rocher, coll. « Champollion », 2007, 254 p. (ISBN 9782268063447).
- Cristian Jacq, Le Voyage dans l'autre monde selon l'Égypte ancienne : Épreuves et métamorphoses du mort d'après les Textes des Pyramides et les Textes des Sarcophages, Monaco, Le Rocher, 1986, 675 p. (ISBN 2702812589).
- Cristian Jacq, La tradition primordiale de l'Égypte ancienne selon les Textes des Pyramides, Paris, Grasset, 1998, 318 p. (ISBN 2246538114).
- Cristian Jacq, Paysages et paradis de l'autre monde selon l'Égypte ancienne : D'après les Textes des Pyramides et les Textes des Sarcophages, Paris, Maison de Vie Éditeur, 2010, 240 p. (ISBN 9782355990342).
- Yvan Koenig, « À propos de la conspiration du harem », BIFAO, vol. 101,‎ 2001, p. 293-314 (lire en ligne).
- Luc Pfirsch, « Sortir au jour : Le jugement des morts et l'accès à l'au-delà dans l'Égypte ancienne », dans La mort et l'immortalité. Encyclopédie des savoirs et des croyances, Bayard, 2004 (ISBN 2227471344), p. 373-384.
- Luc Pfirsch, « Le retour à la vie : Le mythe d'Osiris », dans La mort et l'immortalité. Encyclopédie des savoirs et des croyances, Bayard, 2004 (ISBN 2227471344), p. 549-555.
- Jacques Vandier, La religion égyptienne, Paris, Presses universitaires de France, 1944, 240 p.
- Raymond Weill, Le Champ des Roseaux et le Champ des Offrandes dans la religion funéraire et la religion générale, Paris, Librairie Geuthner, 1936, 173 p.